# Brussels Hoofdstedelijk Gewest

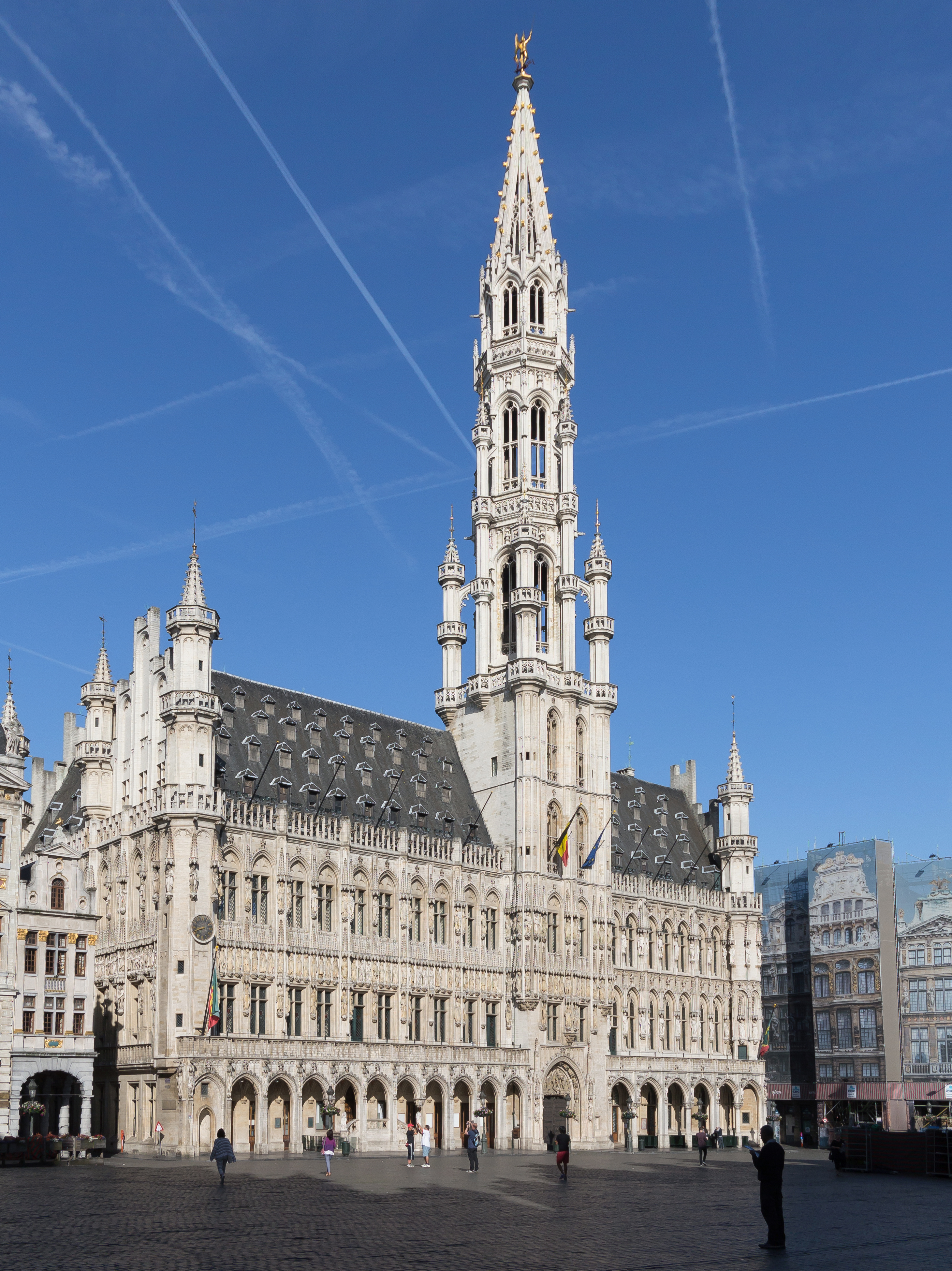
Het stadhuis van Brussel.

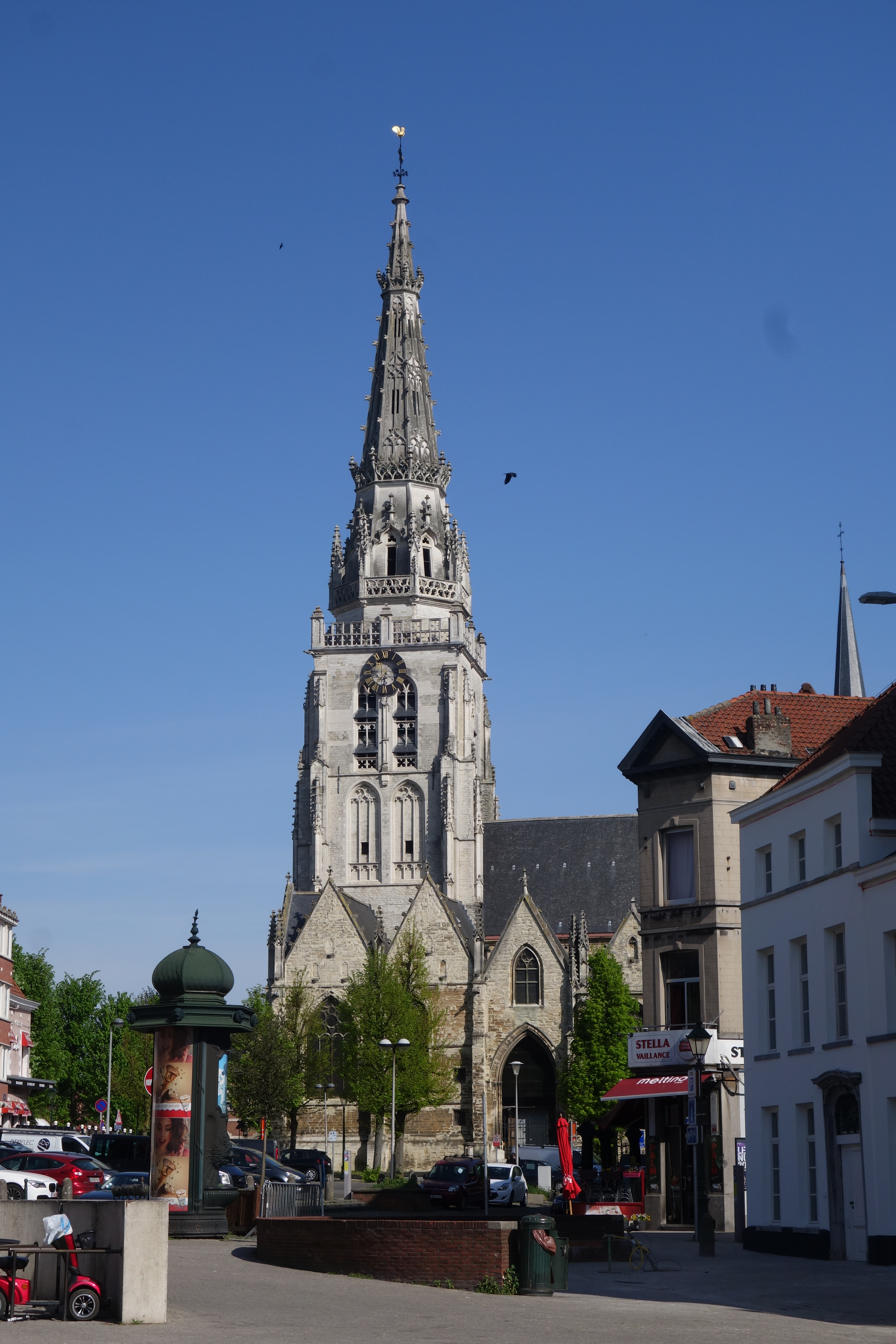
De Sint-Pieter-en-Sint-Guidokerk te Anderlecht

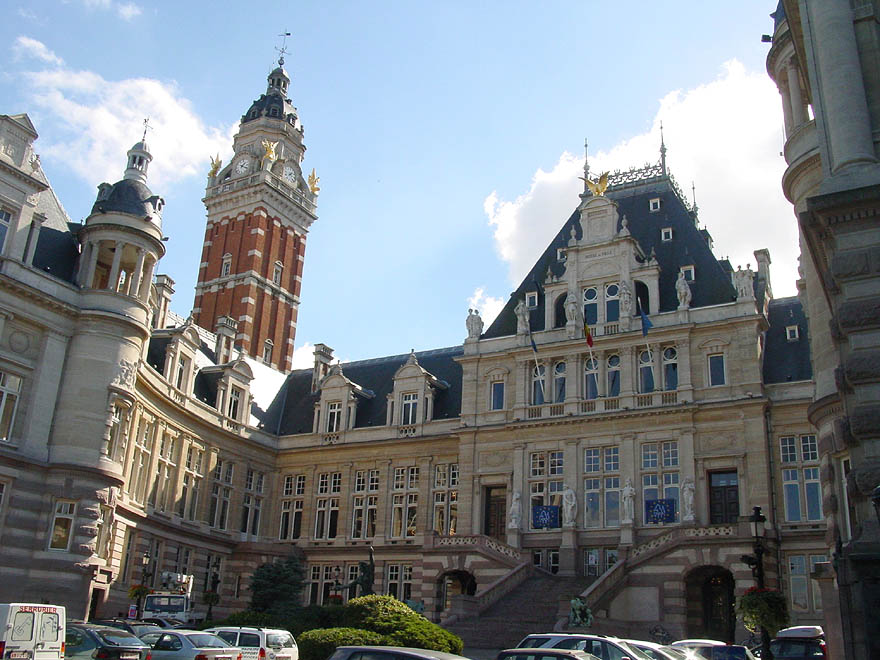
Het gemeentehuis van Sint-Gillis

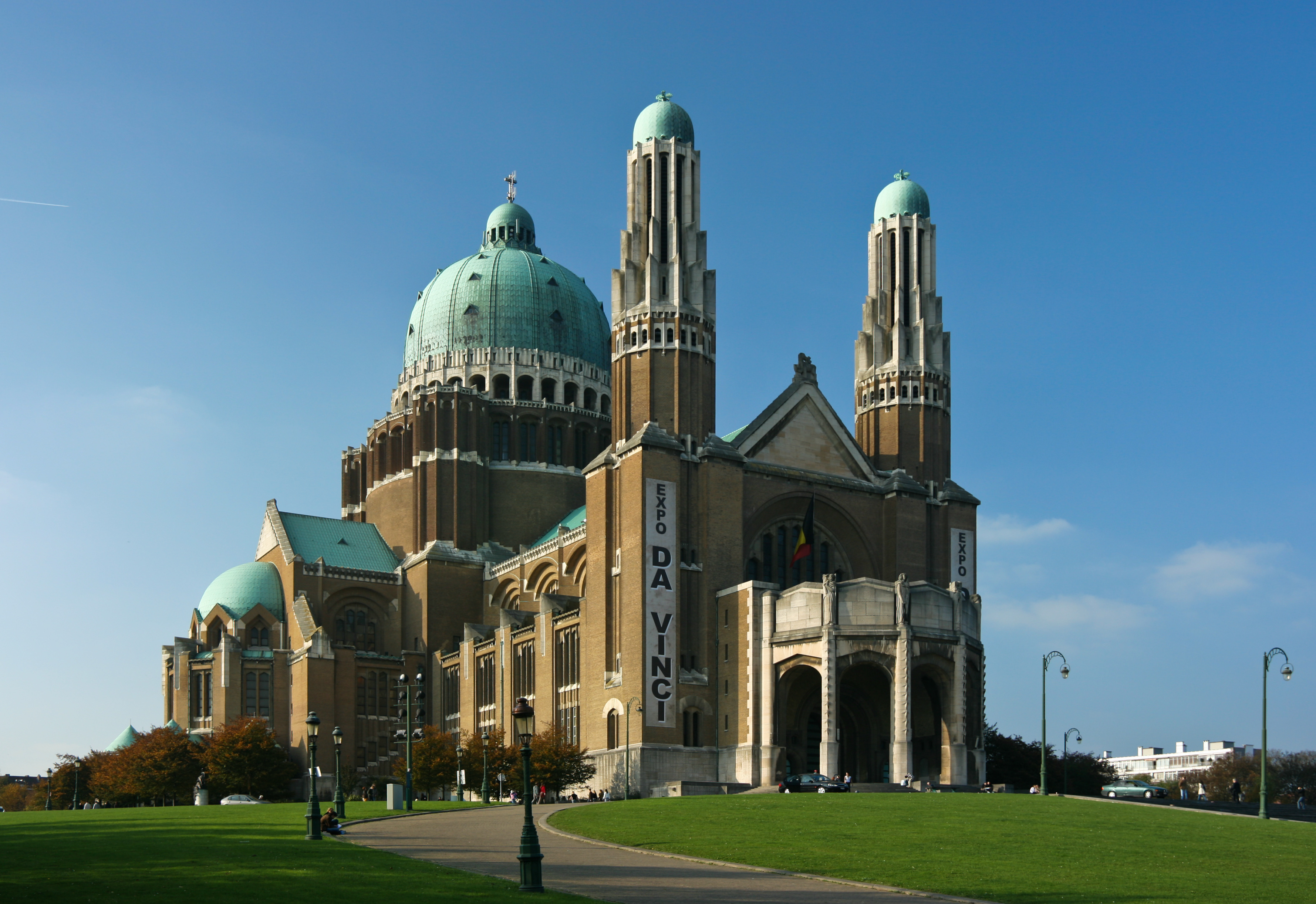
De Nationale Basiliek van het Heilig Hart van Koekelberg

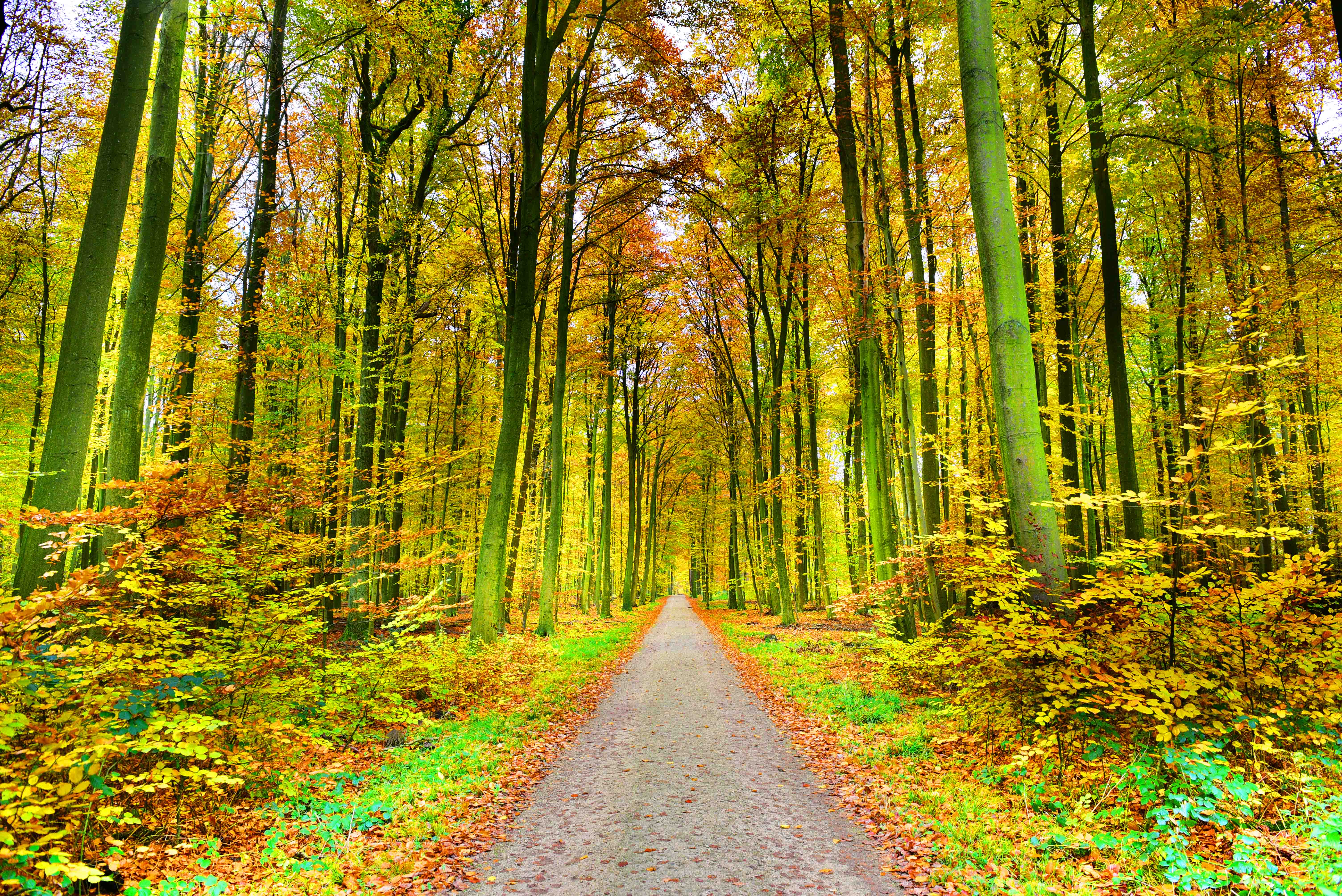
Het Zoniënwoud

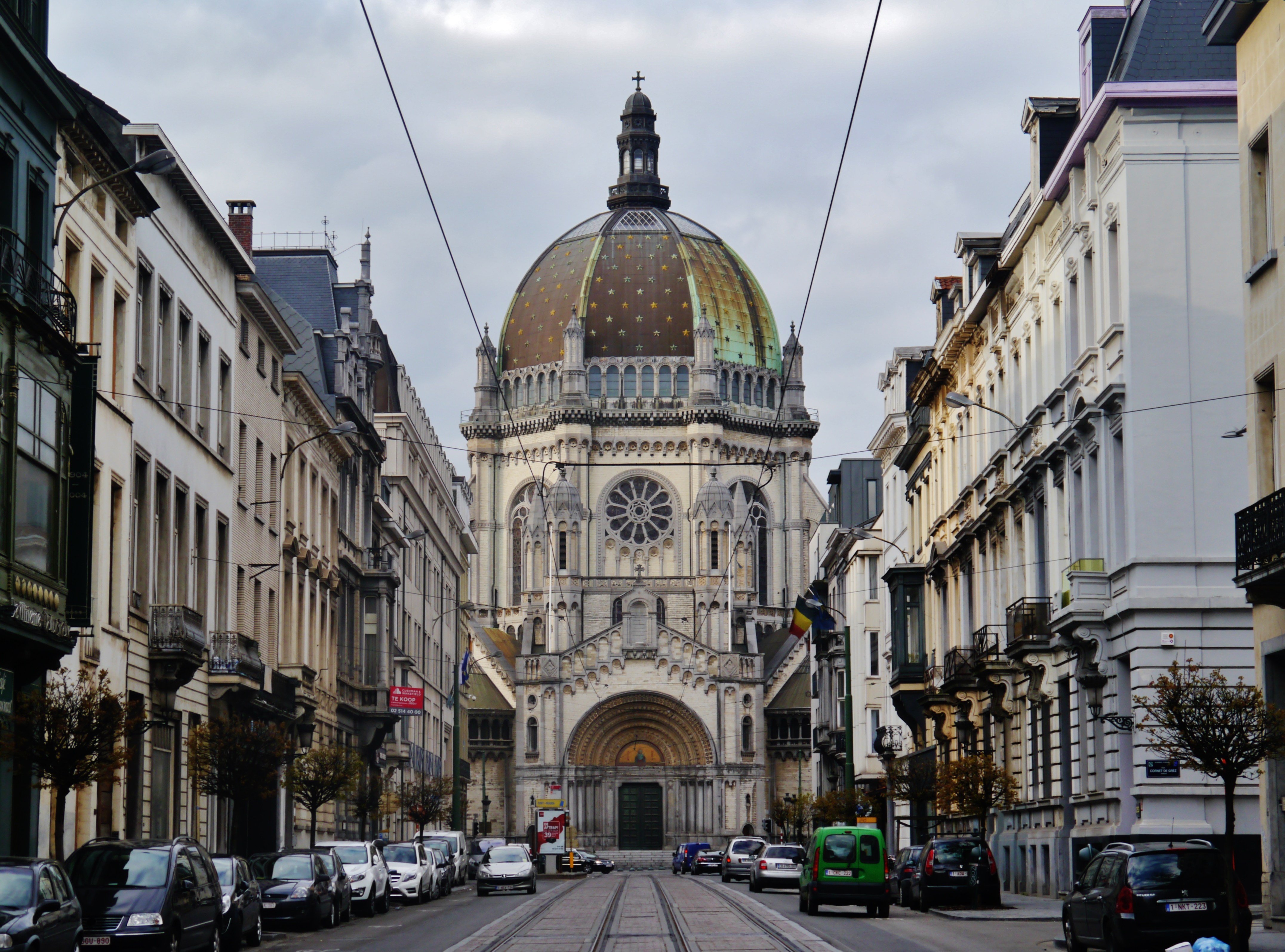
De Koninklijke Sint-Mariakerk in Schaarbeek

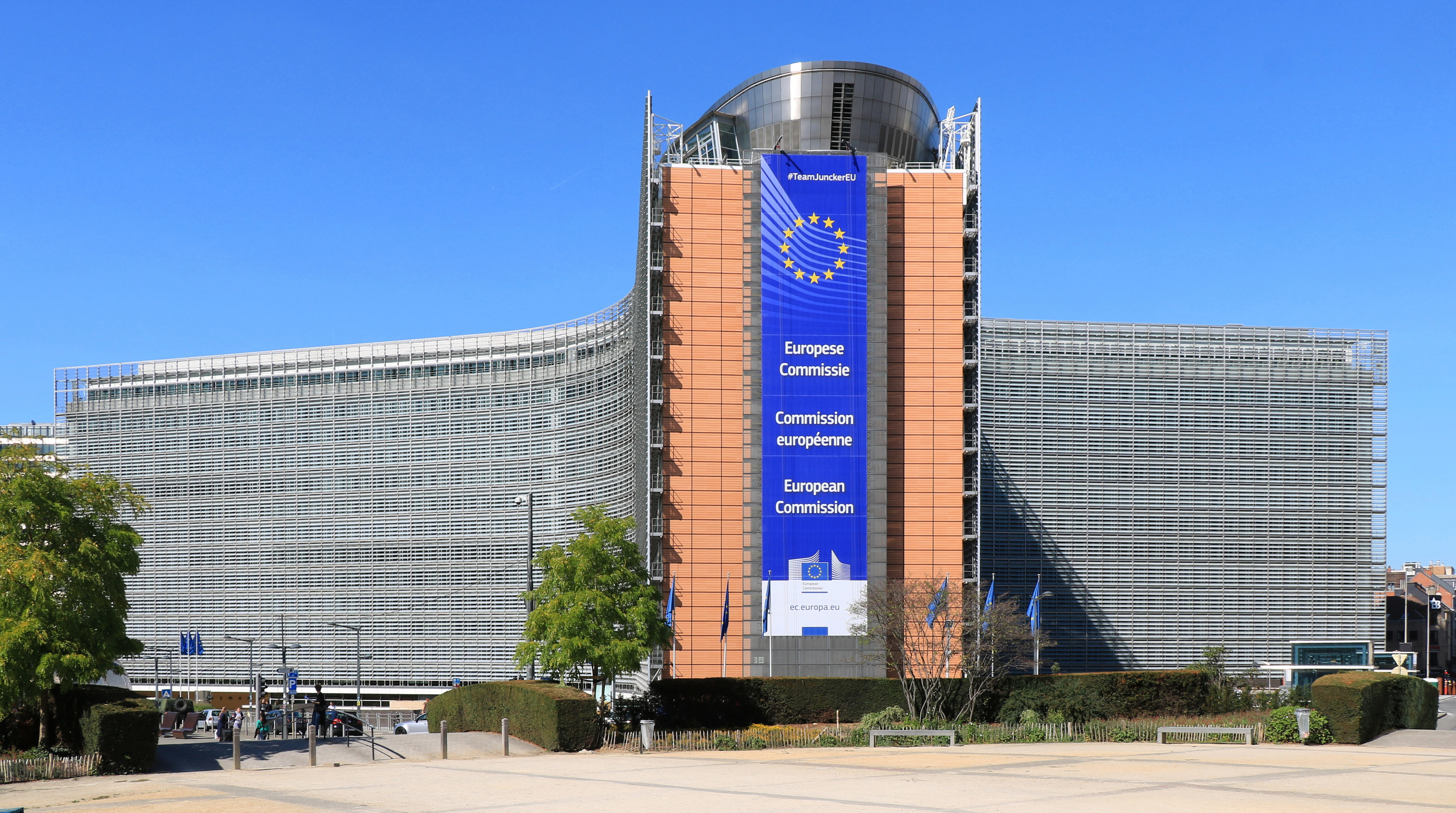
Zetel van de Europese Commissie in Brussel (Berlaymontgebouw).

Het Brussels Hoofdstedelijk Gewest (Frans: Région de Bruxelles-Capitale) is sinds 1989 een van de drie gewesten van België en bestaat uit 19 gemeenten, waaronder de stad Brussel, die de hoofdstad van België is. Het Gewest vormt een enclave in Vlaanderen die een totale oppervlakte van 161 km² heeft en 1.255.795 inwoners (1 januari 2025) telt. Het hele stedelijk gebied van Brussel, inclusief de voorsteden buiten het eigenlijke gewest, telt ongeveer 1,8 miljoen inwoners en is daarmee de grootste agglomeratie van het land. Zowel de Vlaamse als Franse Gemeenschap oefenen hun bevoegdheden uit op het grondgebied van het Brussels Hoofdstedelijk Gewest.

## Geschiedenis

### Middeleeuwen en hertogdom Brabant
Het gebied waarbinnen de stadsrechten van toepassing waren werd de Kuip van Brussel genoemd. Het kende toen een grote bloei onder het hertogdom Brabant en rivaliseerde toen sterk met Leuven. Beide steden waren afwisselend de hoofdstad van het hertogdom. Brussel werd min of meer de hoofdstad van de Habsburgse Nederlanden en later de Zuidelijke Nederlanden. Tegen het einde van de Oostenrijkse Nederlanden kreeg het de overhand boven Leuven. Ettelijke adellijke families vestigden er zich, evenals (delen van) de regering.
Brussel consolideerde zijn hoofdstedelijke functie voor de eerste keer onder het Franse regime. Tijdens het Verenigd Koninkrijk der Nederlanden was het samen met Den Haag zetel van het parlement. In de Belgische Revolutie van 1830 was Brussel het centrum van de rebellen, waar het Voorlopig Bewind zich vestigde.

### Belgische hoofdstad
De nieuwe Belgische staat zorgde voor een aanzienlijke versnelling in de uitbouw van Brussel. Vóór 1830 was Brussel een Brabantse, Nederlandstalige stad. Na de onafhankelijkheid kende het een sterke inwijking van Fransen (gevluchte revolutionairen en anderen), en van Waalse ambtenaren, die het jonge Belgische bewind aantrok uit de Waalse provincies om er zijn nationale administratie mee te bemannen. Dat bewind werd namelijk beheerst door de hogere burgerij en de adel. Alleen deze groepen genoten toen stemrecht. Zij wensten de nationale instellingen enkel in hun eigen taal, het Frans, uit te bouwen. Bijgevolg werd het Nederlands radicaal verbannen uit alle instellingen en uit het bestuur.
Deze taalkundige discriminatie viel samen met zware sociale en politieke discriminatie van de arbeiders en de Vlaamse Nederlandstalige burgerij.
In de negentiende eeuw kende Brussel ook een sterke industriële ontwikkeling.
Door deze druk van overheidswege en door de inwijking van Walen en Fransen nam de verfransing van de bevolking, de verbeulemansing toe. Toch vormden de Franstaligen pas rond het midden van de twintigste eeuw in Brussel de meerderheid.
Samen met deze evolutie groeide ook het hoofdstedelijke gebied. Begin 19e eeuw telde dat slechts een zestal gemeenten rond de hoofdstad. Naarmate de verstedelijking en de verfransing oprukten werden omringende gemeenten geannexeerd. Dat gebeurde bij tienjaarlijkse talentellingen. Zodra daarbij het aantal Franstaligen en tweetaligen boven bepaalde grenzen raakte, werd de betrokken gemeente bij het hoofdstedelijke gebied gevoegd.
Sinds de jaren 1960 werd Brussel de facto de hoofdstad van de Europese Gemeenschap, later van de Europese Unie. Stedenbouwkundige ingrepen, zoals het slopen van bestaande gebouwen, soms van hele wijken, werden toegestaan zonder dat daarbij esthetische aspecten zwaar meewogen. Art-decohuizen verdwenen, tenzij ze reeds beschermd waren. Deze architecturale kakofonie van oud en nieuw gaf aanleiding tot het ontstaan van de term verbrusseling.

### Eigen Brusselse instellingen: agglomeratie en gewest
Eigen politieke instellingen verkreeg Brussel pas vrij laat, eerst met een Brusselse Agglomeratieraad, en vervolgens, tien jaar na het Vlaamse en het Waalse gewest (in 1989), met zijn eigen hoofdstedelijke gewestinstellingen: het Brussels Hoofdstedelijke Parlement en de Brusselse Hoofdstedelijke Regering. Daarbij werd er een wettelijke regeling uitgewerkt ter bescherming van de Vlaamse minderheid in Brussel (volgens de meest optimistische schattingen ongeveer 20% van de Brusselse bevolking, maar minder als men het verkiezingsresultaat van de Nederlandstalige partijen als maatstaf neemt). Zo is de Brusselse gewestregering (evenals de federale) paritair samengesteld, dat wil zeggen dat er evenveel Nederlandstalige als Franstalige ministers zijn (met uitzondering van de minister-president). Later kregen de Vlamingen ook een gewaarborgd aantal zetels in de Brusselse Hoofdstedelijke Raad, omdat hun aantal zetels anders onder een kritische drempel dreigde te raken.
Daarnaast oefenen de Vlaamse en de Franse Gemeenschap ook bevoegdheden uit in het Brussels Gewest; dit zijn de typische gemeenschapsbevoegdheden, ook wel de 'persoonsgebonden materies' genoemd (bijvoorbeeld cultuur). Voor de Vlaamse Gemeenschap berusten deze bevoegdheden bij de Vlaamse Gemeenschapscommissie (VGC), voor de Franse Gemeenschap bij de COCOF. Voor een beperkt aantal materies is er de Gemeenschappelijke Gemeenschapscommissie.
De huidige institutionele regeling voor het Brussels Hoofdstedelijk Gewest is het resultaat van ettelijke rondes staatshervormingen, waarbij de Franstaligen Brussel proberen uit te bouwen tot een volwaardig gewest ('une région-à-part entière'), terwijl de Vlamingen Brussel meer willen zien als een lagere, intermediaire bestuursvorm – een sterk opgewaardeerde agglomeratie annex provincie of zelfs stad (met een fusie van de 19 gemeenten). Het Brussels Gewest heeft een iets andere juridische status dan het Vlaamse en Waalse gewest.

## Geografie

### Beschrijving
Het huidige Brussels Hoofdstedelijk Gewest valt naar grondgebied samen met het tweetalige gebied Brussel-Hoofdstad en het arrondissement Brussel-Hoofdstad, dat naast Brussel nog 18 andere gemeenten omvat die in de loop van de 19e en 20e eeuw urbanistisch met de kernstad vergroeid raakten. In tegenstelling immers tot de meeste andere grote agglomeraties in België (als Antwerpen, Gent, Charleroi en Luik) werd de Brusselse agglomeratie niet betrokken bij de fusieoperatie van gemeenten in 1977, zodat het aantal gemeenten onveranderd bleef. In het verleden (1922) werden alleen de gemeenten Laken, Haren en Neder-over-Heembeek door de gemeente Brussel ingelijfd.

### Bodem & reliëf
Het Brussels Hoofdstedelijk Gewest ligt in de Brabantse Leemstreek aan de noordoostkant van Midden-België op een hoogte die varieert van 9,40 meter in de vallei van de vrijwel geheel overdekte Zenne, die het gewest van zuid tot noord doorsnijdt, tot 148 meter in het Zoniënwoud aan de zuidoostkant. Behalve de Zenne zorgen ook haar bijrivieren de Maalbeek en de Woluwe in het oosten van het gewest voor aanzienlijke hoogteverschillen.
Bossen en parken zijn samen goed voor ongeveer 20% van de totale oppervlakte van het gewest, deze zijn vooral geconcentreerd in het zuidoosten van het gewest (Zoniënwoud, Ter Kamerenbos). In het westen (o.a. Anderlecht) is er een beperkt gedeelte weide en akkerland. Onbebouwde gronden (inclusief bossen, parken en landbouwgrond) zijn samen goed voor een derde van het grondgebied.

### Klimatografie
| Maand                       | jan  | feb  | mrt  | apr  | mei  | jun  | jul  | aug  | sep  | okt  | nov  | dec  | Jaar  |
| --------------------------- | ---- | ---- | ---- | ---- | ---- | ---- | ---- | ---- | ---- | ---- | ---- | ---- | ----- |
| Hoogste maximum (°C)        | 12,2 | 13,3 | 17,7 | 22,3 | 26,6 | 29,0 | 30,7 | 30,6 | 25,4 | 21,6 | 16,2 | 12,7 | 32,4  |
| Gemiddeld maximum (°C)      | 5,7  | 6,6  | 10,4 | 14,2 | 18,1 | 20,6 | 23,0 | 22,6 | 19,0 | 14,7 | 9,5  | 6,1  | 14,2  |
| Gemiddelde temperatuur (°C) | 3,3  | 3,7  | 6,8  | 9,8  | 13,6 | 16,2 | 18,4 | 18,0 | 14,9 | 11,1 | 6,8  | 3,9  | 10,5  |
| Gemiddeld minimum (°C)      | 0,7  | 0,7  | 3,1  | 5,3  | 9,2  | 11,9 | 14,0 | 13,6 | 10,9 | 7,8  | 4,1  | 1,6  | 6,9   |
| Laagste minimum (°C)        | −6,5 | −5,4 | −2,3 | −0,2 | 3,6  | 6,6  | 9,4  | 9,1  | 6,4  | 2,2  | −1,7 | −5,0 | −8,4  |
|                             |      |      |      |      |      |      |      |      |      |      |      |      |       |
| Neerslag (mm)               | 76,1 | 63,1 | 70,0 | 51,3 | 66,5 | 71,8 | 73,5 | 79,3 | 68,9 | 74,5 | 76,4 | 81,0 | 852,4 |
| Zonuren (uur/dag)           | 59   | 77   | 114  | 159  | 191  | 188  | 201  | 190  | 143  | 113  | 66   | 45   | 129,1 |
| Regendagen (dag)            | 19,2 | 16,3 | 17,8 | 15,0 | 16,2 | 15,0 | 14,3 | 14,5 | 15,7 | 16,6 | 18,8 | 19,3 | 198,7 |
| Bron: KMI (1981-2010)       |      |      |      |      |      |      |      |      |      |      |      |      |       |

### Bestuurlijke indeling

#### Arrondissement
- Arrondissement Brussel-Hoofdstad

#### Gemeenten

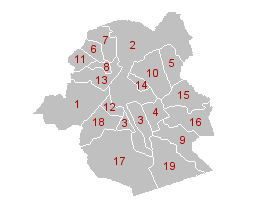
De 19 gemeenten

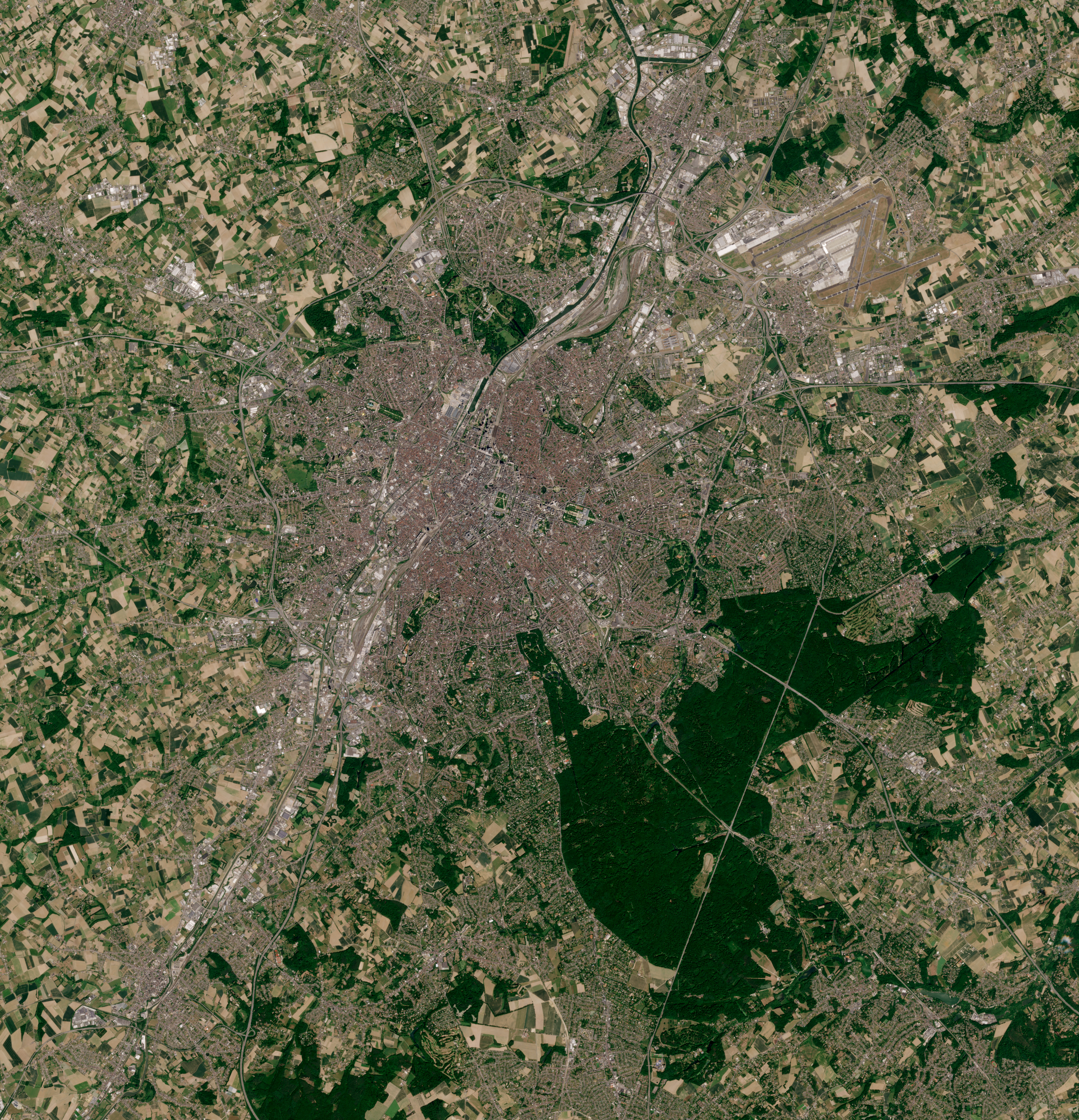
Satellietfoto

De 19 gemeenten van het Brussels Hoofdstedelijk Gewest (met hun postcodes):
| - Anderlecht (1070) - Brussel (1000, 1020, 1120, 1130, 1030, 1040, 1050, 1070) - Elsene (1050) - Etterbeek (1040) - Evere (1140) - Ganshoren (1083) - Jette (1090) - Koekelberg (1081) - Oudergem (1160) - Schaarbeek (1030) | - Sint-Agatha-Berchem (1082) - Sint-Gillis (1060) - Sint-Jans-Molenbeek (1080) - Sint-Joost-ten-Node (1210) - Sint-Lambrechts-Woluwe (1200) - Sint-Pieters-Woluwe (1150) - Ukkel (1180) - Vorst (1190) - Watermaal-Bosvoorde (1170) |

## Demografie en diversiteit

### Demografische ontwikkeling
Inwoners x 1.000
- Bronnen:NIS, Opm:1831 tot en met 1981=volkstellingen, vanaf 1990 = inwoneraantal op 1 januari

| Inwoners van jaar tot jaar op 1 januari - 1992 tot heden | Inwoners van jaar tot jaar op 1 januari - 1992 tot heden | Inwoners van jaar tot jaar op 1 januari - 1992 tot heden | Inwoners van jaar tot jaar op 1 januari - 1992 tot heden |
| Jaar                                                     | Aantal                                                   | Index (92=100)                                           | Aandeel% België                                          |
| -------------------------------------------------------- | -------------------------------------------------------- | -------------------------------------------------------- | -------------------------------------------------------- |
| 1992                                                     | 951.217                                                  | 100,0                                                    | 9,5%                                                     |
| 1993                                                     | 950.339                                                  | 99,9                                                     | 9,4%                                                     |
| 1994                                                     | 949.038                                                  | 99,8                                                     | 9,4%                                                     |
| 1995                                                     | 951.546                                                  | 100,0                                                    | 9,4%                                                     |
| 1996                                                     | 948.087                                                  | 99,7                                                     | 9,4%                                                     |
| 1997                                                     | 950.597                                                  | 99,9                                                     | 9,4%                                                     |
| 1998                                                     | 953.175                                                  | 100,2                                                    | 9,4%                                                     |
| 1999                                                     | 954.460                                                  | 100,3                                                    | 9,3%                                                     |
| 2000                                                     | 959.318                                                  | 100,9                                                    | 9,4%                                                     |
| 2001                                                     | 964.405                                                  | 101,4                                                    | 9,4%                                                     |
| 2002                                                     | 978.384                                                  | 102,9                                                    | 9,5%                                                     |
| 2003                                                     | 992.041                                                  | 104,3                                                    | 9,6%                                                     |
| 2004                                                     | 999.899                                                  | 105,1                                                    | 9,6%                                                     |
| 2005                                                     | 1.006.749                                                | 105,8                                                    | 9,6%                                                     |
| 2006                                                     | 1.018.804                                                | 107,1                                                    | 9,7%                                                     |
| 2007                                                     | 1.031.215                                                | 108,4                                                    | 9,7%                                                     |
| 2008                                                     | 1.047.346                                                | 110,1                                                    | 9,8%                                                     |
| 2009                                                     | 1.068.532                                                | 112,3                                                    | 9,9%                                                     |
| 2010                                                     | 1.089.538                                                | 114,5                                                    | 10,1%                                                    |
| 2011                                                     | 1.119.088                                                | 117,6                                                    | 10,2%                                                    |
| 2012                                                     | 1.138.854                                                | 119,7                                                    | 10,3%                                                    |
| 2013                                                     | 1.154.635                                                | 121,4                                                    | 10,4%                                                    |
| 2014                                                     | 1.163.486                                                | 122,3                                                    | 10,4%                                                    |
| 2015                                                     | 1.175.173                                                | 123,5                                                    | 10,5%                                                    |
| 2016                                                     | 1.187.890                                                | 124,9                                                    | 10,5%                                                    |
| 2017                                                     | 1.191.604                                                | 125,3                                                    | 10,5%                                                    |
| 2018                                                     | 1.198.726                                                | 126,0                                                    | 10,5%                                                    |
| 2019                                                     | 1.208.542                                                | 127,1                                                    | 10,6%                                                    |
| 2020                                                     | 1.218.255                                                | 128,1                                                    | 10,6%                                                    |
| 2021                                                     | 1.219.970                                                | 128,3                                                    | 10,6%                                                    |
| 2022                                                     | 1.222.637                                                | 128,5                                                    | 10,6%                                                    |
| 2023                                                     | 1.241.175                                                | 130,5                                                    | 10,6%                                                    |
| 2024                                                     | 1.249.597                                                | 131,4                                                    | 10,6%                                                    |
| 2025                                                     | 1.255.795                                                | 132,0                                                    | 10,6%                                                    |

Bevolkingspiramide

Toen België in 1830 onafhankelijk werd telden de gemeenten die nu deel uitmaken van het Brussels Hoofdstedelijk Gewest samen ongeveer 135.000 inwoners, waarvan Brussel zelf met ongeveer 95.000 inwoners zowat 70% van het totaal uitmaakte. De andere gemeenten waren toen nog dorpen die nog niet vergroeid waren met de stad en waarvan slechts enkele meer dan 3.000 inwoners telden. In 1900 telde de agglomeratie al 626.075 inwoners en rond 1960 werd de mijlpaal van 1.000.000 inwoners bereikt. Het aandeel van Brussel-stad in het totaal bedraagt dan nog slechts 17%. In de 19e eeuw zijn het vooral de direct aan Brussel grenzende gemeenten die spectaculair groeien (Anderlecht, Molenbeek, Schaarbeek, Sint-Gillis, Elsene, Sint-Joost), in de 20e eeuw ligt de groei vooral bij de gemeenten van de buitenrand.
In 1990, net na de oprichting van het gewest in 1989, telde de agglomeratie 964.385 inwoners, terwijl er in 1970 nog 1.075.136 waren. Tot 2000 zou dit aantal blijven teruglopen tot 959.318, ongeveer gelijk aan het niveau van 1947 (955.929). In het eerste decennium van de 21e eeuw keerde de tendens, om in 2019 de kaap van 1.200.000 te ronden. Deze sterke groei concentreert zich vooral in de gemeenten Anderlecht, Sint-Jans-Molenbeek, Schaarbeek, Elsene, Sint-Joost-ten-Node, Koekelberg, Laken (Brussel II) en Sint-Gillis, en is zowel het gevolg van een hoog natuurlijk saldo (hoog geboortecijfer en laag sterftecijfer, voornamelijk door het grote aandeel van de jonge uit het buitenland ingeweken bevolking), als van een sterke migratie uit het buitenland. Ondanks deze groei hebben enkele van deze gemeenten (Brussel, Elsene, Sint-Gillis, Etterbeek en Sint-Joost) nog steeds minder inwoners dan het geval was op hun hoogtepunt. De andere gemeenten kennen een lagere groei, die dichter aansluit bij het nationale gemiddelde. Het fenomeen van stadsontvluchting, ontstaan in de tweede helft van de 20e eeuw doet zich echter nog steeds voor, want het intern migratiesaldo blijft jaar na jaar negatief (meer inwoners verlaten het gewest richting Vlaanderen of Wallonië dan omgekeerd).
Eind 2008 was zo'n 68% van de inwoners van het Brussels Hoofdstedelijk Gewest van vreemde origine. Zo'n 35% van de Brusselaars is van niet-Europese afkomst. Het percentage Brusselaars van Europese afkomst en van niet vreemde afkomst bedraagt beide 32%. Vluchtelingen maken het overige 1% uit. Hierbij dient opgemerkt te worden, dat de inwoners van gemengde afkomst (zowel Belgische als buitenlandse) gerekend worden als zijnde van vreemde origine.
Volgens een rapport van het Brussels Observatorium voor Gezondheid en Welzijn uit 2006 zijn 46,3% van de inwoners van het Brussels Hoofdstedelijk Gewest van buitenlandse oorsprong (dat wil zeggen niet in België geboren). 26,8% van de inwoners van Brussel hebben niet de Belgische nationaliteit (zijn immigrant). In sommige zones van het gewest gaat het vooral om arbeidsmigranten die zich permanent vestigden, in andere wijken zijn de niet-Belgen vooral werknemers van internationale organisaties of buitenlandse studenten die slechts tijdelijk verblijven.

### Evolutie van de bevolking per gemeente
| Nr. | Gemeente               | 1846 Inw. | 1900 Inw. | 1947 Inw. | 2000 Inw. | 2024 Inw. | 1846 Index | 1900 Index | 1947 Index | 2000 Index | 2024 Index | Opp. km² | Inw. per km² | Geboren & Overleden per 1000 inw. | Welvaarts- index 2021 |
| --- | ---------------------- | --------- | --------- | --------- | --------- | --------- | ---------- | ---------- | ---------- | ---------- | ---------- | -------- | ------------ | --------------------------------- | --------------------- |
| 1   | Brussel                | 129.680   | 218.623   | 184.838   | 133.859   | 196.828   | 100        | 169        | 143        | 103        | 152        | 33,09    | 5.948        | 17,6 / 7,1                        | 70,7                  |
| 2   | Schaarbeek             | 6.211     | 63.508    | 123.671   | 105.692   | 130.405   | 100        | 1.023      | 1.991      | 1.702      | 2.100      | 7,90     | 16.507       | 18,5 / 5,8                        | 68,9                  |
| 3   | Anderlecht             | 5.966     | 47.929    | 86.412    | 87.812    | 126.581   | 100        | 803        | 1.448      | 1.472      | 2.122      | 17,91    | 7.068        | 17,1 / 8,4                        | 63,7                  |
| 4   | Sint-Jans-Molenbeek    | 12.065    | 58.445    | 63.922    | 71.219    | 98.365    | 100        | 484        | 530        | 590        | 815        | 6,02     | 16.340       | 19,4 / 7,8                        | 57,8                  |
| 5   | Elsene                 | 14.251    | 58.615    | 90.711    | 73.174    | 89.278    | 100        | 411        | 637        | 513        | 626        | 6,41     | 13.928       | 14,6 / 5,6                        | 92,2                  |
| 6   | Ukkel                  | 6.372     | 18.034    | 56.156    | 74.221    | 86.806    | 100        | 283        | 881        | 1.165      | 1.362      | 22,87    | 3.796        | 11,1 / 10,8                       | 111,7                 |
| 7   | Sint-Lambrechts-Woluwe | 1.182     | 3.468     | 26.344    | 46.528    | 60.771    | 100        | 293        | 2.229      | 3.936      | 5.141      | 7,29     | 8.335        | 11,8 / 8,4                        | 93,4                  |
| 8   | Vorst                  | 1.324     | 9.509     | 47.370    | 45.555    | 58.044    | 100        | 718        | 3.578      | 3.441      | 4.384      | 6,29     | 9.228        | 16,7 / 7,6                        | 82,2                  |
| 9   | Jette                  | 1.981     | 10.053    | 29.484    | 39.749    | 54.107    | 100        | 507        | 1.488      | 2.007      | 2.731      | 5,19     | 10.425       | 15,8 / 9,3                        | 79,9                  |
| 10  | Etterbeek              | 3.084     | 20.838    | 50.040    | 39.404    | 49.775    | 100        | 676        | 1.623      | 1.278      | 1.614      | 3,17     | 15.702       | 15,7 / 7,1                        | 81,3                  |
| 11  | Sint-Gillis            | 4.138     | 51.763    | 61.396    | 42.458    | 49.293    | 100        | 1.251      | 1.484      | 1.026      | 1.191      | 2,53     | 19.483       | 16,2 / 5,8                        | 76,1                  |
| 12  | Evere                  | 1.377     | 3.892     | 15.277    | 31.348    | 45.234    | 100        | 283        | 1.109      | 2.277      | 3.285      | 5,12     | 8.835        | 15,3 / 9,7                        | 73,2                  |
| 13  | Sint-Pieters-Woluwe    | 1.318     | 2.686     | 18.455    | 37.922    | 42.571    | 100        | 204        | 1.400      | 2.877      | 3.230      | 8,94     | 4.762        | 10,9 / 9,1                        | 110,6                 |
| 14  | Oudergem               |           | 4.685     | 18.640    | 28.804    | 35.350    |            | 100        | 398        | 615        | 755        | 8,97     | 3.941        | 12,3 / 9,8                        | 100,0                 |
| 15  | Sint-Joost-ten-Node    | 14.850    | 32.140    | 28.155    | 22.097    | 26.895    | 100        | 216        | 190        | 149        | 181        | 1,16     | 23.185       | 17,5 / 4,3                        | 54,4                  |
| 16  | Ganshoren              | 1.015     | 2.872     | 9.092     | 19.757    | 25.564    | 100        | 283        | 896        | 1.947      | 2.519      | 2,44     | 10.477       | 16,2 / 9,2                        | 80,2                  |
| 17  | Sint-Agatha-Berchem    | 672       | 1.845     | 11.180    | 18.735    | 25.787    | 100        | 275        | 1.664      | 2.788      | 3.837      | 2,95     | 8.741        | 16,7 / 9,1                        | 82,5                  |
| 18  | Watermaal-Bosvoorde    | 3.950     | 6.520     | 19.683    | 24.773    | 25.295    | 100        | 165        | 498        | 627        | 640        | 12,97    | 1.950        | 8,8 / 11,1                        | 108,2                 |
| 19  | Koekelberg             | 2.198     | 10.650    | 15.103    | 16.211    | 22.648    | 100        | 485        | 687        | 738        | 1.030      | 1,18     | 19.193       | 17,9 / 7,6                        | 68,6                  |
|     | Totaal BHG             | 211.634   | 626.075   | 955.929   | 959.318   | 1.249.597 | 100        | 296        | 452        | 453        | 590        | 162,40   | 7.695        | 15,9 / 7,8                        | 78,9                  |

Alle cijfers voor Brussel zijn inclusief Brussel II (Laken, Haren en Neder-Over-Heembeek); Oudergem maakte in 1846 nog deel uit van Watermaal-Bosvoorde.
Geboorten/overlijden per 1000 inw. zijn voor het jaar 2014. Ter vergelijking voor België bedragen deze cijfers respectievelijk:
- 383 inw./km²
- 11,2 geboorten per 1000
- 9,4 overlijdens per 1000

De welvaartsindex is indicatief voor de gemiddelde rijkdom van de inwoners van een gemeente. Hij wordt berekend als het gemiddeld netto belastbaar inkomen per inwoner in een bepaalde gemeente in vergelijking met dezelfde gemiddelde waarde voor België (= index 100). Een index lager dan 100 betekent dat dit inkomen lager ligt dan het nationaal gemiddelde, een index hoger dan 100 het omgekeerde. Deze gegevens hebben betrekking op het inkomensjaar 2021. Met een index van 78,9 loopt het Brussels Gewest ver achterop bij de
andere gewesten van het land. Voor Vlaanderen bedraagt de index 107,0 en voor Wallonië 94,3. Sint-Joost-ten-Node kent met index 54,4 de laagste welvaartsindex van alle 581 Belgische gemeenten. Opvallend is dat, over de periode 2006-2021, in 14 van de 19 gemeenten de welvaartsindex gedaald is, slechts in 3 gemeenten (Elsene, Sint-Gillis en Ukkel, resp. met 6%, 11% en 2%) gestegen is en in 2 gemeenten (Sint-Joost en Etterbeek) vrijwel gelijk is gebleven. Het gewest dat in 2006 (index 84,6) al 15% armer was dan het Belgische gemiddelde kent nog een terugval van bijna 8%. Ganshoren, Sint-Agatha-Berchem, Koekelberg, Anderlecht en Evere kennen zelfs een terugval van 15% of meer en zijn daarmee over deze periode de grootste verliezers van alle 581 gemeenten die België telt.

### Bevolkingsdichtheid per gemeente
Het Brussels Hoofdstedelijk Gewest heeft een gemiddelde bevolkingsdichtheid van meer dan 7.400 inwoners per km² zowat 20 keer hoger dan het nationaal gemiddelde. Er bestaan echter grote verschillen in bevolkingsdichtheid tussen een aantal gemeenten van het gewest. De centraal gelegen gemeenten en ook de historische stadskern van Brussel, de zogenaamde vijfhoek, kennen een veel hogere dichtheid dan de gemeenten van de tweede kroon, die later verstedelijkten. Voor de gemeenten van de zuidoostrand (vooral Watermaal-Bosvoorde maar ook Ukkel, Oudergem en Sint-Pieters-Woluwe) is dit ook deels te verklaren doordat een groot gedeelte van hun oppervlakte ingenomen wordt door het onbewoonde Zoniënwoud, en anderzijds omdat ze ook een vrij grote residentiële zone hebben met vrijstaande bebouwing. Voor Brussel-stad inclusief de opgeslorpte gemeenten Laken, Haren en Neder-Over-Heembeek ligt de verklaring voornamelijk bij de aanwezigheid van het grote koninklijk domein en de havenzone waar haast geen bewoning is. Hoewel Sint-Joost-ten-Node met bijna 24.000 inwoners per vierkante kilometer de dichtstbevolkte gemeente is, is de hoogste concentratie op wijkniveau terug te vinden in de Bosniëwijk van Sint-Gillis waar de dichtheid bij 38.000 inwoners per km² ligt. Zowel Sint-Joost als Sint-Gillis kenden in het midden van de 20e eeuw (voor het inzetten van de stadsvlucht) een nog hogere dichtheid van ongeveer 25.000 inwoners per km².

### Belgen en inwoners van buitenlandse herkomst per gemeente
De Lokale Inburgerings- en Integratiemonitor 2018 gepubliceerd door de Vlaamse Gemeenschap geeft voor de 19 gemeenten van het Brussels Hoofdstedelijk Gewest onderstaande cijfers met betrekking tot de diversiteit van de bevolking.
Van de bijna 1,25 miljoen inwoners heeft 65% de Belgische nationaliteit, 35% heeft een andere nationaliteit. Naar nationaliteit zijn in 10 van de 19 gemeenten de Fransen het sterkst vertegenwoordigd in 6 gemeenten de Roemenen. Bulgaren, Marokkanen en Indiërs komen elk in 1 gemeente (resp. Schaarbeek, Molenbeek en Evere) op de eerste plaats. In Elsene, Sint-Gillis en Etterbeek heeft telkens bijna 50% van de inwoners een andere dan de Belgische nationaliteit, Watermaal-Bosvoorde en Sint-Agatha-Berchem zijn de enige gemeenten waar net iets meer dan 80% van de inwoners de Belgische nationaliteit bezit.
Eind 2017 was 71,8% van de inwoners van het Brussels Hoofdstedelijk Gewest van buitenlandse herkomst (zelf in het buitenland geboren of ten minste een van de ouders in het buitenland geboren). 28,3% van alle inwoners heeft wortels in een van de landen van de Europese Unie, 43,5 % heeft een band met landen buiten de EU, 24,6% komt uit de Maghreb of Turkije, die daarmee, tot nu toe, de belangrijkste immigratieregio's zijn. Sint-Joost-Ten-Node telt als enige gemeente meer dan 90% inwoners van buitenlandse origine, Watermaal-Bosvoorde als enige gemeente minder dan 50%. Molenbeek telt het grootste aandeel (65%) van inwoners afkomstig uit niet EU landen, Sint-Pieters-Woluwe het minst met 17%.
| Nr. | Gemeente               | 2017 Inwoners | Belgen Aandeel % | Niet Belgen Aandeel % | Aantal Nationaliteiten | Belangrijkste Nationaliteit | Belangrijkste Nat. Aandeel% | Buitenlandse Herkomst Aandeel % | EU Herkomst Aandeel % | Non-EU Herkomst Aandeel % |
| --- | ---------------------- | ------------- | ---------------- | --------------------- | ---------------------- | --------------------------- | --------------------------- | ------------------------------- | --------------------- | ------------------------- |
| 1   | Brussel                | 176.545       | 64,0%            | 36,0%                 | 166                    | Frankrijk                   | 4,7%                        | 84,1%                           | 26,8%                 | 57,3%                     |
| 2   | Schaarbeek             | 133.042       | 63,8%            | 36,2%                 | 161                    | Bulgarije                   | 3,9%                        | 78,9%                           | 26,4%                 | 52,5%                     |
| 3   | Anderlecht             | 118.241       | 67,8%            | 32,2%                 | 140                    | Roemenië                    | 5,3%                        | 75,2%                           | 23,4%                 | 51,8%                     |
| 4   | Sint-Jans-Molenbeek    | 96.629        | 71,0%            | 29,0%                 | 140                    | Marokko                     | 6,9%                        | 83,0%                           | 17,7%                 | 65,3%                     |
| 5   | Elsene                 | 86.244        | 50,8%            | 49,2%                 | 162                    | Frankrijk                   | 13,1%                       | 72,7%                           | 41,6%                 | 31,2%                     |
| 6   | Ukkel                  | 82.307        | 67,4%            | 32,6%                 | 146                    | Frankrijk                   | 11,7%                       | 56,6%                           | 34,4%                 | 22,1%                     |
| 7   | Vorst                  | 55.746        | 65,1%            | 34,9%                 | 138                    | Frankrijk                   | 5,9%                        | 70,3%                           | 30,9%                 | 39,4%                     |
| 8   | Sint-Lambrechts-Woluwe | 55.216        | 62,9%            | 37,1%                 | 147                    | Frankrijk                   | 6,3%                        | 56,7%                           | 34,0%                 | 22,7%                     |
| 9   | Jette                  | 51.933        | 76,9%            | 23,1%                 | 128                    | Roemenië                    | 4,3%                        | 64,2%                           | 20,5%                 | 43,7%                     |
| 10  | Sint-Gillis            | 50.471        | 51,5%            | 48,5%                 | 148                    | Frankrijk                   | 10,1%                       | 78,0%                           | 40,7%                 | 39,3%                     |
| 11  | Etterbeek              | 47.414        | 52,7%            | 47,3%                 | 147                    | Frankrijk                   | 7,9%                        | 71,7%                           | 41,2%                 | 30,5%                     |
| 12  | Sint-Pieters-Woluwe    | 41.217        | 63,4%            | 36,6%                 | 138                    | Frankrijk                   | 6,0%                        | 52,8%                           | 35,6%                 | 17,2%                     |
| 13  | Evere                  | 40.394        | 74,3%            | 25,7%                 | 123                    | India                       | 2,8%                        | 63,5%                           | 19,1%                 | 44,4%                     |
| 14  | Oudergem               | 33.313        | 71,1%            | 28,9%                 | 131                    | Frankrijk                   | 5,0%                        | 50,3%                           | 27,9%                 | 22,4%                     |
| 15  | Sint-Joost-ten-Node    | 27.115        | 56,6%            | 43,4%                 | 124                    | Roemenië                    | 5,2%                        | 91,5%                           | 27,0%                 | 64,5%                     |
| 16  | Watermaal-Bosvoorde    | 24.871        | 80,2%            | 19,8%                 | 107                    | Frankrijk                   | 4,7%                        | 42,2%                           | 23,7%                 | 18,5%                     |
| 17  | Sint-Agatha-Berchem    | 24.701        | 80,8%            | 19,2%                 | 105                    | Roemenië                    | 3,1%                        | 60,1%                           | 18,2%                 | 41,9%                     |
| 18  | Ganshoren              | 24.596        | 78,7%            | 21,3%                 | 108                    | Roemenië                    | 4,1%                        | 59,4%                           | 19,3%                 | 40,2%                     |
| 19  | Koekelberg             | 21.609        | 70,7%            | 29,3%                 | 116                    | Roemenië                    | 6,5%                        | 76,7%                           | 22,4%                 | 54,3%                     |
|     | Totaal BHG             | 1.191.604     | 65,3%            | 34,7%                 |                        | Frankrijk                   | 5,3%                        | 71,8%                           | 28,3%                 | 43,5%                     |

### Heterogeen grondgebied
Het gewest is heterogeen: er zijn aanzienlijke verschillen in bevolkingsdichtheid en de gemiddelde rijkdom tussen de verschillende gemeentes. Dit uit zich in een verschillend uitzicht van de wijken en gemeenten.
Centraal is er de stad Brussel, met een zeer grote aantrekkingskracht om er te werken en cultuur te beleven, met een grote variatie op sociaaleconomisch en ruimtelijk vlak. Rond de kanaalzone zijn er de gemeenten Vorst, Anderlecht, Molenbeek en Schaarbeek, in industriële reconversie, met een sterk stijgende, veelal buitenlandse bevolking en een lager dan gemiddeld inkomen. Ook in de gemeentes in de "eerste gordel" (Etterbeek, Elsene, Sint-Gillis en Sint-Joost-Ten-Node) is er een lager inkomen dan gemiddeld, een hoge bevolkingsdichtheid, vooral singles. Er bevinden zich veel kantoorgebouwen.
Daarnaast zijn er zowel in het noordwesten als zuidoosten residentiële gemeentes. Het gaat in het noordwesten om Ganshore, Evere, Koekelberg, Jette en Sint-Agatha-Berchem, gemeentes met stijgende bevolkingsaantallen, vooral gezinnen, en iets rijker dan gemiddeld. In het zuidoosten gaat het om de twee Woluwes, Oudergem, Ukkel en Watermaal-Bosvoorde. Deze gemeentes zijn relatief rijker, met een stagnerende en verouderende bevolking.

## Cultuur

### Taal

#### Taalgebruik
Het gewest heeft het Nederlands en het Frans als officiële talen. Vrijwel alle officiële (bestuur, politie, gerecht, straatnaambordjes, ...), semi-officiële zaken en instellingen (MIVB, Bpost) en diverse private entiteiten (zoals grote winkelketens) zijn tweetalig. Ook de meeste andere aanduidingen zijn in de twee talen te vinden. Toch is de voertaal op straat veelal het Frans, in overeenstemming met de indeling van de bevolking: 80 tot 90 procent hanteert het Frans als voertaal, 20 tot 10 procent Nederlands, afhankelijk van de bron en de gebruikte maatstaven.
Zulke percentages geven echter niet altijd een duidelijk beeld. Veel inwoners die Frans als eerste taal opgeven spreken ook Nederlands, al dan niet op moedertaalniveau. Dit kunnen (veelal oudere) inwoners zijn die zowel Nederlands, Frans als het Brusselse dialect spreken, maar ook mensen die in het Frans opgevoed zijn en naar een Nederlandstalige school gegaan zijn. Rond 2010 valt een trend te bespeuren dat Franstalige ouders hun kinderen naar een Nederlandstalige school sturen, omdat ze op die manier meer kansen zouden hebben, en omdat het Franstalige onderwijs in Brussel de reputatie heeft van minderwaardige kwaliteit te zijn. Veel Franstalige Brusselaars spreken Nederlands uit commerciële overwegingen: in de stad werken immers 200.000 tot 300.000 Vlaamse of andere Nederlandstalige forenzen.
Tot slot moet opgemerkt worden dat een groot deel van de inwoners een andere thuistaal heeft (onder meer Arabisch, Turks, Engels, Portugees, Italiaans, Pools, Roemeens, Bulgaars en diverse Afrikaanse talen), waarbij het Frans en/of Nederlands in wezen dus tweede of derde talen zijn voor deze inwoners.
In het gemeentebestuur van elk van de 19 gemeenten van het gewest zit gewoonlijk een (of uitzonderlijk soms meerdere) Nederlandstalige schepen(en), die soms bevoegd is voor alle Nederlandstalige aangelegenheden. Gemeentelijke ambtenaren die in contact staan met het publiek (zoals loketbedienden) zouden tweetalig moeten zijn. In praktijk bevestigen officiële rapporten dat er grote aantallen eentalige (in praktijk vooral Franstalige) ambtenaren in dienst zijn. De meeste burgemeesters hebben een goede kennis van beide talen.
Af en toe zijn er incidenten tussen Franstaligen en Nederlandstaligen. Zo was er in de jaren 60 en 70 de Schaarbeekse burgemeester Roger Nols, die verschillende maatregelen nam om Nederlandstaligen quasi weg te pesten. Het beste voorbeeld hiervan is de lokettenkwestie: Roger Nols zorgde ervoor dat er nog slechts één loket voor Nederlandstaligen was in het gemeentehuis, hoewel een Nederlandstalige aan elk loket in het Nederlands terecht zou moeten kunnen. Door het aantal inwoners van Schaarbeek, het hoogste na dat van Brussel-Stad, was er behoefte aan meer loketten voor Nederlandstaligen. Binnen Brussel lijken deze spanningen af te nemen. De taalproblemen verplaatsten zich veeleer naar de Vlaamse Rand rond Brussel, waar zich veel Franstalige Brusselaars hebben gevestigd. In sommige gemeenten zijn ze zelfs een grote meerderheid, wat een tegenstelling vormt met het feit dat die gemeenten tot Vlaanderen behoren en dus formeel Nederlandstalig zijn.
Van alle handelsvennootschappen met zetel in Brussel gebruikt 35 procent het Nederlands als interne voertaal en als communicatietaal met de overheden. Een derde van alle jobaanbiedingen vraagt om tweetaligheid, een vijfde vraagt daarnaast ook nog kennis van het Engels. Meertalige banen worden meestal ingevuld door Vlamingen. Van alle reclamecampagnes in Brussel is zo'n 41,4 procent tweetalig Frans-Nederlands, een derde eentalig Frans, een tiende tweetalig Frans-Engels en 7,2 procent drietalig. In 2006 kwamen er overdag 230.000 pendelaars uit het Vlaams Gewest (65% van het totaal), aanzienlijk meer dan de 126.500 pendelaars uit Wallonië (35%). Deze cijfers waren in 2018 dezelfde gebleven.

#### Taalkundige evoluties

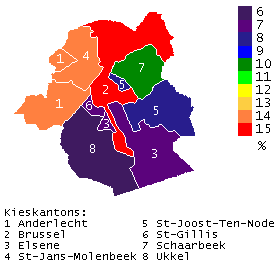
Indicatie van het percentage Nederlandstaligen in het Brussels Hoofdstedelijk Gewest op basis van de verkiezingsuitslag van de regionale verkiezingen van 7 juni 2009.

De oorspronkelijke taal van Brussel, een lokale variant van het Brabants, behoort tot de voorlopers van het hedendaagse Nederlands. Het huidige Standaardnederlands is in de loop der eeuwen ontstaan uit diverse dialecten, waarbij het Brabants en het Hollands een hoofdrol hebben gespeeld. Binnen het Brussels Hoofdstedelijk Gewest zijn het Frans en het Nederlands officiële talen, maar de meesten (zowel inwoners, forenzen, buitenlanders, als de toevallige bezoeker) gebruiken het Frans als aanspreektaal.
Het Brussels is een van de Brabantse dialecten van het Nederlands. Voor de Franse bezettingen en de Belgische onafhankelijkheid werd Frans enkel gebruikt door de hogere adel en hun huispersoneel, en in de betrekkingen met de naburige Franstalige regio's zoals de streek rond Nijvel, Henegouwen en Namen. Tijdens de Franse bezettingen werd het Frans hardhandig opgelegd als bestuurstaal. Bij de Belgische onafhankelijkheid was de lokale Brusselse bevolking nog voor meer dan 90% Nederlandstalig. Het aantal Franstaligen nam tijdens de 19de eeuw toe door de inwijking van Franse vluchtelingen en het aantrekken van Waalse ambtenaren voor de centrale administratie van de nieuwe staat. De nieuwe staat koos immers voor de taal van een zeer beperkte groep stemgerechtigden, de uitsluitend Franstalige adel, hogere burgerij en hogere clerus.
De laatste decennia van de twintigste eeuw heeft het Brussels Hoofdstedelijk Gewest zich ontwikkeld van een tweetalig tot een veeltalig gebied, dankzij de vestiging van Europese ambtenaren en hun families, buitenlandse arbeiders uit het Middellandse Zeegebied, immigranten uit de voormalige Belgische kolonie Congo, vluchtelingen uit alle delen van de wereld en recentelijk veel Midden- en Oost-Europeanen. In toenemende mate wordt Engels gebruikt als aanspreektaal en ook andere talen winnen aan belang, met name als huistaal en communicatiemiddel binnen bevolkingsgroepen, zoals Spaans, Turks, Arabisch, Berber, Italiaans, enz.
Na de laatste talentelling in 1947, waarbij 74,2% Frans en 25,5% Nederlands als meest gesproken taal opgaf, zijn geen officiële statistieken over het taalgebruik in Brussel meer bijgehouden. Sinds 2000 wordt er wel periodiek enquêteonderzoek gedaan naar de taalverhoudingen, uitgevoerd door het Brussels Informatie-, Documentatie- en Onderzoekscentrum (BRIO), een wetenschappelijk onderzoeksinstituut. Uit de ontwikkeling van de thuistaal in Brussel blijkt dat de laatste jaren het aandeel eentalige (Franse) gezinnen sterk daalt en het aandeel tweetalige gezinnen toeneemt. Opmerkelijk is dat tussen 2000 en 2012 het aandeel gezinnen waar alleen of mede Frans gesproken wordt licht gedaald is (van 82% naar 78%), terwijl het aandeel gezinnen waar alleen of mede Nederlands gesproken wordt sterk is gestegen (van 14% naar 22%). Dit is waarschijnlijk mede te danken aan de populariteit van het Nederlandstalig onderwijs in Brussel.
| Huidige thuistaal in Brussels Hoofdstedelijk Gewest volgens Taalbarometer 5 (2024) | Huidige thuistaal in Brussels Hoofdstedelijk Gewest volgens Taalbarometer 5 (2024) | Huidige thuistaal in Brussels Hoofdstedelijk Gewest volgens Taalbarometer 5 (2024) | Huidige thuistaal in Brussels Hoofdstedelijk Gewest volgens Taalbarometer 5 (2024) | Huidige thuistaal in Brussels Hoofdstedelijk Gewest volgens Taalbarometer 5 (2024) | Huidige thuistaal in Brussels Hoofdstedelijk Gewest volgens Taalbarometer 5 (2024) |
|                                                                                    | 2000                                                                               | 2006                                                                               | 2012                                                                               | 2018                                                                               | 2024                                                                               |
| ---------------------------------------------------------------------------------- | ---------------------------------------------------------------------------------- | ---------------------------------------------------------------------------------- | ---------------------------------------------------------------------------------- | ---------------------------------------------------------------------------------- | ---------------------------------------------------------------------------------- |
| Alleen Nederlands                                                                  | 9,3%                                                                               | 6,9%                                                                               | 5,5%                                                                               | 5,6%                                                                               | 7,5 %                                                                              |
| Nederlands en Frans                                                                | 10,0%                                                                              | 8,4%                                                                               | 14,1%                                                                              | 10,7%                                                                              | 4,3%                                                                               |
| Alleen Frans                                                                       | 51,8%                                                                              | 56,6%                                                                              | 32,4%                                                                              | 52,2%                                                                              | 41,3%                                                                              |
| Frans en een andere taal                                                           | 9,2%                                                                               | 11,3%                                                                              | 16,4%                                                                              | 10,1%                                                                              | 18,0%                                                                              |
| Alleen een of meer andere talen                                                    | 19,7%                                                                              | 16,8%                                                                              | 31,7%                                                                              | 21,4%                                                                              | 28,8%                                                                              |
| Bron:                                                                              |                                                                                    |                                                                                    |                                                                                    |                                                                                    |                                                                                    |

Uit de antwoorden op de vraag welke taal of talen worden gebruikt in communicatie met buren, kortom de aanspreektaal in de eigen buurt, blijkt een afnemend belang van het Frans ten gunste van het Engels. In 2000 sprak nog 83% van de Brusselaars uitsluitend Frans met de buren, 12% gebruikte Frans en Nederlands, 2% uitsluitend Nederlands, 2% Frans en Engels, en 1% afwisselend Frans, Nederlands en Engels. In 2012 had zich dit ontwikkeld tot 62% uitsluitend Frans, 12% Frans en Nederlands, 1% uitsluitend Nederlands, 6% Frans en Engels, en 18% Frans, Nederlands en Engels.

#### Openbare bibliotheken
De subsidiëring van openbare bibliotheken in België is gemeenschapsmaterie, omdat de inhoud persoonsgebonden is.
De 19 gemeenten van het Brussels gewest hebben een erkende Nederlandstalige openbare bibliotheekvoorziening. Samen met de Hoofdstedelijke Openbare Bibliotheek Muntpunt zijn er in het Brussels gewest in totaal dus 20 Nederlandstalige openbare bibliotheken. Deze bibliotheken vallen onder de VGC-subsidiëring net als het Brusselse bibliotheken-netwerk.
Daarnaast heeft de Franstalige COCOF ook haar eigen bibliothekennetwerk, met 57 uitleenbibliotheken en 7 gespecialiseerde centra. De Koninklijke Bibliotheek is tweetalig en wordt aangestuurd vanuit de Federale overheid.

### Evenementen
- Bright Brussels
- Museum Night Fever

### Beschermd onroerend erfgoed
- Lijst van beschermd onroerend erfgoed in het Brussels Hoofdstedelijk Gewest

## Politiek

### Structuur
| Brussels Hoofdstedelijk Gewest | Brussels Hoofdstedelijk Gewest | Supranationaal                           | Nationaal                                | Nationaal                                              | Gemeenschap | Gewest                                                 | Provincie                                              | Arrondissement      | Provinciedistrict   | Kanton              | Gemeente        | District         |
| ------------------------------ | ------------------------------ | ---------------------------------------- | ---------------------------------------- | ------------------------------------------------------ | --- | ------------------------------------------------------ | ------------------------------------------------------ | ------------------- | ------------------- | ------------------- | --------------- | ---------------- |
| Administratief                 | Niveau                         | Europese Unie                            | België                                   | België                                                 | Vlaamse Gemeenschap Franse Gemeenschap | Brussels Hoofdstedelijk Gewest                         | Brussel-Hoofdstad                                      | Brussel-Hoofdstad   | Brussel-Hoofdstad   | Brussel-Hoofdstad   | 19              | -                |
| Administratief                 | Bestuur                        | Europese Commissie                       | Belgische regering                       | Belgische regering                                     | College v.d. Vlaamse Gemeenschapscommissie College v.d. Franse Gemeenschapscommissie College v.d. Gemeenschappelijke Gemeenschapscommissie | Brusselse Hoofdstedelijke Regering                     | Deputatie                                              | Deputatie           | Deputatie           | Deputatie           | Gemeentebestuur | Districtscollege |
| Administratief                 | Raad                           | Europees Parlement                       | Senaat                                   | Kamer van volksvertegenwoordigers                      | Raad v.d. Vlaamse Gemeenschapscommissie Raad v.d. Franse Gemeenschapscommissie Raad v.d. Gemeenschappelijke Gemeenschapscommissie          | Brussels Hoofdstedelijk Parlement                      | Arrondissementsraad                                    | Arrondissementsraad | Arrondissementsraad | Arrondissementsraad | Gemeenteraad    | Districtsraad    |
| Kiesomschrijving               | Kiesomschrijving               | Frans Kiescollege Nederlands Kiescollege | Frans Kiescollege Nederlands Kiescollege | Kieskring Brussel-Hoofdstad (Kieskring Vlaams-Brabant) | Kieskring Brussel-Hoofdstad (Kieskring Vlaams-Brabant)                                                                                     | Kieskring Brussel-Hoofdstad (Kieskring Vlaams-Brabant) | Kieskring Brussel-Hoofdstad (Kieskring Vlaams-Brabant) | Brussel-Hoofdstad   | Brussel-Hoofdstad   | 8                   | 19              | 9                |
| Verkiezing                     | Verkiezing                     | Europese                                 | Federale                                 | Federale                                               | Vlaamse, Brusselse en Franse Gemeenschapsverkiezingen                                                                                      | Vlaamse, Brusselse en Franse Gemeenschapsverkiezingen  | Provincieraads-                                        | Provincieraads-     | Provincieraads-     | Provincieraads-     | Gemeenteraads-  | Districtsraads-  |

### Bestuur

#### Regering en Parlement
Sinds 1989 kunnen de Brusselaars hun eigen gewestelijke vertegenwoordigers kiezen: het Brussels Hoofdstedelijk Parlement. Deze raad stelt de Brusselse hoofdstedelijke regering aan. Deze regering dient over een parlementaire meerderheid te beschikken in beide taalgroepen en moet, naar analogie met de federale regering, ook evenveel ministers tellen uit elke taalgroep (in de praktijk elk twee), geleid door een minister-president waarvoor deze taalpariteit niet geldt. Daarnaast kunnen ook nog enkele staatssecretarissen, ondergeschikt aan een van de ministers, toegevoegd worden aan de regering, ook voor hen geldt de taalpariteit niet. Uit de raad worden ook de respectieve raden voor de Vlaamse en Franstalige gemeenschap samengesteld (VGC en COCOF).
Belangrijke bestuurlijke taken zijn toevertrouwd aan instellingen van de twee gemeenschappen in Brussel, zijnde de Vlaamse Gemeenschapscommissie (VGC) en de Commission Communautaire Française (COCOF), evenals ook een kleine Gemeenschappelijke Gemeenschapscommissie (GGC). VGC en COCOF beschikken elk over een eigen verkozen raad en een eigen bestuur. De gemeenschapsraden bestaan daarbij uit de verkozenen van de eigen gemeenschap in het Brusselse parlement.

#### Verkiezingen
Zoals voor alle verkiezingen in België geldt ook voor de verkiezingen voor het Brussels Hoofdstedelijk Parlement de stemplicht. In 1989 bedroeg het aantal kiezers 582.947 goed voor 60,45% van de bevolking. In 2014 was het aantal kiezers haast onveranderd gebleven (584.310) terwijl de bevolking ondertussen met twintig procent is toegenomen. Omdat deze nieuwe inwoners vrijwel uitsluitend niet-Belgen zijn die niet over stemrecht beschikken is de verhouding kiezers/inwoners hierdoor teruggevallen tot 50,22%, beduidend lager dan het geval is op nationaal niveau en in de andere gewesten. Daarnaast is ook het hoog absenteïsme (16,5% in 2014) kenmerkend voor het Brussels gewest.
Oorspronkelijk telde het parlement 75 leden en waren er geen vastgelegd aantal zetels bepaald per taalgroep. Met het Lambermontakkoord van 2001 werd het aantal zetels opgetrokken naar 89 en werd voor elke taalgroep een vast aantal zetels voorzien, 72 voor de Franstalige lijsten en 17 voor de Nederlandstalige lijsten. Deze 80%-20% verhouding weerspiegelt niet de reële stemverhoudingen tussen beide taalgroepen. Sinds 1989 viel het aandeel stemmen voor de NL-talige lijsten immers terug van 15,01% naar 11,54% in 2014, terwijl het aan FR-talige kant steeg van 84,99% naar 88,46%. Hierbij dient opgemerkt dat stemmen voor NL-talige lijsten niet noodzakelijk enkel en alleen afkomstig kunnen zijn van NL-talige kiezers, omgekeerd geldt dit ook voor stemmen op FR-talige lijsten. Hoe groot dit fenomeen van taaloverschrijdend stemmen is, valt niet te achterhalen, wel is het zo dat het Vlaams Belang (voorheen Vlaams Blok) een aantal keren bewust ook een tweetalige campagne gevoerd heeft met de bedoeling ook FR-talige stemmen te veroveren, wat voor 1999 en 2004 het hogere aantal stemmen voor NL-talige lijsten zou verklaren.
Als gevolg van het voorbehouden aantal zetels per taalgroep zijn tweetalige lijsten voor deze verkiezingen niet mogelijk. Nederlandstaligen die op een Franstalige lijst kandideren worden als Franstalig beschouwd en omgekeerd. Ook voor deze verkiezingen is er voor het behalen van zetels een kiesdrempel van 5%, zij het dat deze in dit geval per taalgroep geldt en niet berekend wordt op het geheel van de uitgebrachte stemmen.
Een bijzonderheid is dat partijen binnen dezelfde taalgroep een lijstverbinding (apparentering) met elkaar kunnen aangaan. De techniek van de apparentering, die in België alleen bestaat bij provincieraadsverkiezingen en voorheen bij federale verkiezingen, maar daarbij tussen lijsten van dezelfde partij in verschillende kieskringen, wordt hier dus gebruikt voor lijsten van verschillende partijen in dezelfde kieskring. Doel hiervan was te vermijden dat het Vlaams Blok een meerderheid van de zetels zou kunnen halen doordat kleinere partijen, zoals destijds N-VA, spirit, Agalev of Vivant, de kiesdrempel niet zouden halen. Op die wijze kon in 2014 de lijst PTB*PVDA-GO! vier zetels behalen hoewel hij met 3,86% onder de kiesdrempel bleef. De partij ging immers een lijstverbinding aan met de partijen Pro Brussel, Belgische Unie-Union Belge en de Piratenpartij. Opgeteld behaalden de vier partijen samen meer dan 5%, en werden hun dus zetels toebedeeld; deze kwamen uiteindelijk allemaal toe aan de PVDA. De partijen CD&V, sp.a, N-VA, Open Vld, Groen en Vlaams Belang gingen bij deze verkiezingen geen lijstverbinding aan.

#### Resultaten gewestverkiezingen sinds 1989
| Partij                 | Partij                                                                      | 1989    | 1989   | 1989   | 1995    | 1995   | 1995   | 1999    | 1999   | 1999   | 2004    | 2004   | 2004   | 2009    | 2009   | 2009   | 2014    | 2014   | 2014   | 2019    | 2019   | 2019   | 2024    | 2024 | 2024   |
| NL-Lijsten             | NL-Lijsten                                                                  | Stemmen | %      | Zetels | Stemmen | %      | Zetels | Stemmen | %      | Zetels | Stemmen | %      | Zetels | Stemmen | %      | Zetels | Stemmen | %      | Zetels | Stemmen | %      | Zetels | Stemmen | %    | Zetels |
| ---------------------- | --------------------------------------------------------------------------- | ------- | ------ | ------ | ------- | ------ | ------ | ------- | ------ | ------ | ------- | ------ | ------ | ------- | ------ | ------ | ------- | ------ | ------ | ------- | ------ | ------ | ------- | ---- | ------ |
|                        | PVV1/ VLD2/ VLD-VU-OA/ Open VLD3                                            | 12.143  | 18,461 | 2      | 11.034  | 19,442 | 2      | 13.729  | 22,68A | 2      | 12.443  | 19,903 | 4      | 11.957  | 23,073 | 4      | 14.250  | 26,703 | 5      | 11.051  | 15,793 | 3      |         |      |        |
|                        | Volksunie1/ VLD-VU-OA/ CD&V-N-VAB/ N-VA2                                    | 9.053   | 13,761 | 1      | 5.726   | 10,091 | 1      | 13.729  | 22,68A | 2      | 10.482  | 16,77B | 3      | 2.586   | 4,992  | 1      | 9.075   | 17,002 | 3      | 12.578  | 17,972 | 3      |         |      |        |
|                        | CVP1/ CD&V-N-VAB/ CD&V2                                                     | 18.523  | 28,161 | 4      | 13.586  | 23,941 | 3      | 14.284  | 23,591 | 3      | 10.482  | 16,77B | 3      | 7.696   | 14,852 | 3      | 6.102   | 11,432 | 2      | 5.231   | 7,472  | 1      |         |      |        |
|                        | SP1/ SP-AgalevC/ sp.a-Spirit2/ sp.a3/ One.Brussels-sp.a4/ Vooruit.brussels5 | 11.710  | 17,801 | 2      | 9.987   | 17,601 | 2      | 13.223  | 21,84C | 2      | 11.052  | 17,682 | 3      | 10.085  | 19,463 | 4      | 10.446  | 19,573 | 3      | 10.540  | 15,064 | 3      |         |      |        |
|                        | Agalev1/ SP-AgalevC/ Groen2                                                 | 4.821   | 7,331  | 1      | 3.906   | 6,881  | 0      | 13.223  | 21,84C | 2      | 6.132   | 9,812  | 1      | 5.806   | 11,202 | 2      | 9.551   | 17,892 | 3      | 14.425  | 20,612 | 4      |         |      |        |
|                        | Vlaams Blok1/ Vlaams Belang2                                                | 9.006   | 13,691 | 1      | 12.507  | 22,041 | 2      | 19.310  | 31,891 | 4      | 21.297  | 34,071 | 6      | 9.072   | 17,512 | 3      | 2.987   | 5,602  | 1      | 5.838   | 8,342  | 1      |         |      |        |
|                        | PVDA                                                                        | -       | -      | -      | -       | -      | -      | -       | -      | -      | -       | -      | -      | -       | -      | -      | -       | -      | -      | 2.992   | 4,27   | 1      |         |      |        |
|                        | Agora                                                                       | -       | -      | -      | -       | -      | -      | -       | -      | -      | -       | -      | -      | -       | -      | -      | -       | -      | -      | 3.629   | 5,18   | 1      |         |      |        |
|                        | Lijst Dedecker                                                              | -       | -      | -      | -       | -      | -      | -       | -      | -      | -       | -      | -      | 1.957   | 3,78   | 0      | -       | -      | -      | -       | -      | -      | -       | -    | -      |
|                        | Pro Bruxsel                                                                 | -       | -      | -      | -       | -      | -      | -       | -      | -      | -       | -      | -      | 1.225   | 2,36   | 0      | -       | -      | -      | -       | -      | -      | -       | -    | -      |
| Andere NL-Lijsten(*)   | Andere NL-Lijsten(*)                                                        | 519     | 0,79   | 0      | -       | -      | -      | -       | -      | -      | 1.110   | 1,78   | 0      | 1.434   | 2,77   | 0      | 968     | 1,81   | 0      | 3.712   | 5,31   | 0      |         |      | 0      |
| Totaal NL-Lijsten      | Totaal NL-Lijsten                                                           | 65.775  | 15,01% | 11     | 56.746  | 13,74% | 10     | 60.546  | 14,19% | 11     | 62.516  | 13,78% | 17     | 51.818  | 11,35% | 17     | 53.379  | 11,54% | 17     | 69.996  | 15,27% | 17     |         |      | 17     |
|                        |                                                                             |         |        |        |         |        |        |         |        |        |         |        |        |         |        |        |         |        |        |         |        |        |         |      |        |
| FR-Lijsten             | FR-Lijsten                                                                  | Stemmen | %      | Zetels | Stemmen | %      | Zetels | Stemmen | %      | Zetels | Stemmen | %      | Zetels | Stemmen | %      | Zetels | Stemmen | %      | Zetels | Stemmen | %      | Zetels | Stemmen | %    | Zetels |
|                        | PTB (PTB*PVDA-Go! / PTB+)                                                   | 1.283   | 0,34   | 0      | 2.052   | 0,58   | 0      | 1.760   | 0,48   | 0      | 2.221   | 0,57   | 0      | 3.427   | 0,85   | 0      | 15.777  | 3,86   | 4      | 52.297  | 13,47  | 10     |         |      |        |
|                        | PS                                                                          | 96.189  | 25,83  | 19     | 88.370  | 24,81  | 17     | 68.307  | 18,65  | 13     | 130.462 | 33,35  | 26     | 107.303 | 26,51  | 21     | 108.755 | 26,59  | 22     | 85.530  | 22,03  | 17     |         |      |        |
|                        | Ecolo                                                                       | 44.874  | 12,05  | 8      | 37.308  | 10,47  | 7      | 77.969  | 21,29  | 14     | 37.908  | 9,69   | 7      | 82.663  | 20,42  | 16     | 41.360  | 10,11  | 8      | 74.246  | 19,12  | 15     |         |      |        |
|                        | PSC1/ cdH2/ Les Engagés3                                                    | 51.904  | 13,941 | 9      | 38.244  | 10,741 | 7      | 33.815  | 9,231  | 6      | 55.078  | 14,082 | 11     | 60.527  | 14,952 | 11     | 48.012  | 11,742 | 9      | 29.436  | 7,582  | 6      |         | 3    |        |
|                        | PRL1/ PRL/FDFD/ MR2                                                         | 83.011  | 22,111 | 15     | 144.478 | 40,56D | 28     | 146.845 | 40,10D | 17     | 127.122 | 32,492 | 24     | 121.905 | 30,122 | 24     | 94.227  | 23,042 | 17     | 65.502  | 16,872 | 13     |         |      |        |
|                        | FDF1/ FDF-ERE3/ PRL/FDFD/ Défi4                                             | 64.489  | 17,321 | 11     | 144.478 | 40,56D | 28     | 146.845 | 40,10D | 17     | 127.122 | 32,492 | 24     | 121.905 | 30,122 | 24     | 60.547  | 14,803 | 12     | 53.638  | 13,814 | 10     |         | 4    |        |
|                        | DierAnimal                                                                  | -       | -      | -      | -       | -      | -      | -       | -      | -      | -       | -      | -      | -       | -      | -      | -       | -      | -      | 5.113   | 1,29   | 1      |         |      |        |
|                        | FN                                                                          | 14.392  | 3,86   | 2      | 30.803  | 8,65   | 6      | 11.204  | 3,06   | 2      | 21.195  | 5,42   | 4      | 7.803   | 1,93   | 0      | -       | -      | -      | -       | -      | -      | -       | -    | -      |
|                        | FNB                                                                         | -       | -      | -      | -       | -      | -      | 5.528   | 1,51   | 1      | 2.656   | 0,68   | 0      | 557     | 0,14   | 0      | -       | -      | -      | -       | -      | -      | -       | -    | -      |
|                        | Vivant                                                                      | -       | -      | -      | -       | -      | -      | 6.431   | 1,76   | 1      | -       | -      | -      | -       | -      | -      | -       | -      | -      | -       | -      | -      | -       | -    | -      |
|                        | Listes Destexhe                                                             | -       | -      | -      | -       | -      | -      | -       | -      | -      | -       | -      | -      | -       | -      | -      | -       | -      | -      | 10.052  | 2,59   | 0      |         |      |        |
|                        | Parti Populaire                                                             | -       | -      | -      | -       | -      | -      | -       | -      | -      | -       | -      | -      | -       | -      | -      | 7.942   | 1,94   | 0      | 6.605   | 1,70   | 0      |         |      |        |
|                        | DEBOUT LES BELGES!                                                          | -       | -      | -      | -       | -      | -      | -       | -      | -      | -       | -      | -      | -       | -      | -      | 9.424   | 2,30   | 0      | -       | -      | -      | -       | -    | -      |
|                        | ISLAM                                                                       | -       | -      | -      | -       | -      | -      | -       | -      | -      | -       | -      | -      | -       | -      | -      | 6.945   | 1,70   | 0      | -       | -      | -      | -       | -    | -      |
|                        | Pro Bruxsel                                                                 | -       | -      | -      | -       | -      | -      | -       | -      | -      | -       | -      | -      | 6.840   | 1,69   | 0      | 2.962   | 0,72   | 0      | -       | -      | -      | -       | -    | -      |
|                        | musulman.be                                                                 | -       | -      | -      | -       | -      | -      | -       | -      | -      | -       | -      | -      | 4.055   | 1,00   | 0      | -       | -      | -      | -       | -      | -      | -       | -    | -      |
|                        | PJM                                                                         | -       | -      | -      | -       | -      | -      | -       | -      | -      | 4.214   | 1,08   | 0      | -       | -      | -      | -       | -      | -      | -       | -      | -      | -       | -    | -      |
| Andere FR-Lijsten(**)  | Andere FR-Lijsten(**)                                                       | 16.275  | 4,37%  | 0      | 14.976  | 4,20%  | 0      | 7.905   | 2,16%  | 0      | 10.360  | 2,65%  | 0      | 9.694   | 2,39%  | 0      | 13.047  | 3,19%  | 0      | 5.859   | 1,51%  | 0      |         |      | 0      |
| Totaal FR-Lijsten      | Totaal FR-Lijsten                                                           | 372.417 | 84,99% | 64     | 356.231 | 86,26% | 65     | 366.195 | 85,81% | 64     | 391.216 | 86,22% | 72     | 404.774 | 88,65% | 72     | 409.048 | 88,46% | 72     | 388.278 | 84,73% | 72     |         |      | 72     |
|                        |                                                                             |         |        |        |         |        |        |         |        |        |         |        |        |         |        |        |         |        |        |         |        |        |         |      |        |
| Totaal Geldige Stemmen | Totaal Geldige Stemmen                                                      | 438.192 | 91,73% | 75     | 412.977 | 92,80% | 75     | 426.741 | 95,08% | 75     | 453.732 | 96,23% | 89     | 456.592 | 95,04% | 89     | 462.427 | 94,65  | 89     | 458.274 | 93,35  | 89     |         |      | 89     |
| Blanco & Ongeldig      | Blanco & Ongeldig                                                           | 39.497  | 8,27%  |        | 32.051  | 7,20%  |        | 22.098  | 4,92%  |        | 17.796  | 3,77%  |        | 24.031  | 4,96%  |        | 26.156  | 5,35%  |        | 32.643  | 6,65%  |        |         |      |        |
|                        |                                                                             |         |        |        |         |        |        |         |        |        |         |        |        |         |        |        |         |        |        |         |        |        |         |      |        |
| Kiezers                | Kiezers                                                                     | 582.947 | 100%   |        | 537.394 | 100%   |        | 544.044 | 100%   |        | 564.182 | 100%   |        | 574.793 | 100%   |        | 584.310 | 100%   |        | 588.203 | 100%   |        |         |      |        |
| Opkomst                | Opkomst                                                                     | 477.689 | 81,94% |        | 445.028 | 82,81% |        | 448.839 | 82,50% |        | 471.528 | 83,58% |        | 484.719 | 84,33% |        | 488.583 | 83,62% |        | 490.917 | 83,46% |        |         |      |        |
| Absenteïsme            | Absenteïsme                                                                 | 105.258 | 18,06% |        | 92.366  | 17,19% |        | 95.205  | 17,50% |        | 92.654  | 16,42% |        | 90.074  | 15,67% |        | 95.727  | 16,38% |        | 97.286  | 16,54% |        |         |      |        |

#### VGC –Vlaamse Gemeenschapscommissie
De VGC vervult een belangrijke rol voor de Nederlandstalige Brusselaars. Ze krijgt haar middelen vooral via de trekkingsrechten van het Brussels Hoofdstedelijk Gewest en de dotaties van de Vlaamse Gemeenschap, aangevuld met een klein deel federale middelen. Ook uit het budget van de Vlaams Minister voor Brusselse Aangelegenheden gaan middelen naar de Nederlandstalige instellingen en initiatieven in Brussel.
De Vlaamse Gemeenschapscommissie financiert zo b.v. de gemeenschapscentra in Brussel, ze ondersteunt de werking van de Nederlandstalige scholen en van de Nederlandstalig Brusselse organisaties, kinderopvang, welzijnsinstellingen en initiatieven.
Ze neemt daarbij de facto een deel van de taken op zich die de gemeentelijke overheden – alle geleid door Franstalige burgemeesters – niet verplicht zijn om uit te oefenen, en dat om evidente redenen ook niet doen. Vele gemeenten hadden decennialang geen gemeentelijke Nederlandstalige bibliotheek, al is dat euvel intussen verholpen.

#### COCOF
De Franse Gemeenschapscommissie oefent vergelijkbare bevoegdheden uit als de Vlaamse Gemeenschapscommissie (VGC). Ze heeft echter ook decretale bevoegdheden. Ze beschikt ook over meer middelen dan de Vlaamse gemeenschapscommissie VGC.

#### Overzicht bestuursniveaus
(N = Nederlandstalig, F = Franstalig)
| bevoegd niveau                 | Wetgevende macht                             | Wetgevende macht                          | Wetgevende macht                          | Uitvoerende macht                                             | Uitvoerende macht                         | Andere                                                                                                  | Andere                                    |
| bevoegd niveau                 | wetgevende vergadering                       | samenstelling                             | juridische norm                           | regering                                                      | samenstelling                             | andere                                                                                                  | samenstelling                             |
| ------------------------------ | -------------------------------------------- | ----------------------------------------- | ----------------------------------------- | ------------------------------------------------------------- | ----------------------------------------- | --- | ----------------------------------------- |
| Brussels Hoofdstedelijk Gewest | Brussels Hoofdstedelijk Parlement: 89        | 17N + 72F                                 | Ordonnantie                               | Brusselse Hoofdstedelijke Regering: 5                         | 1 Minister-President (F) + 2N + 2F (1)    | 3 gewestelijke staatssecretarissen                                                                      | 1N + 2F                                   |
| Vlaamse Gemeenschap            | Vlaamse Gemeenschapscommissie: 17            | 17N                                       | Verordening                               | college van Vlaamse Gemeenschapscommissie: 3                  | 2N + 1N (2)                               | Brussels lid Vlaamse regering                                                                           | (met raadgevende stem)                    |
| Franse Gemeenschap             | Franse Gemeenschapscommissie: 72             | 72F                                       | Decreet (3)                               | college van Franse Gemeenschapscommissie 5                    | 3F + 2F                                   | Brussels lid Franse Gemeenschapsregering                                                                | (met raadgevende stem)                    |
| Vlaamse en Franse Gemeenschap  | Gemeenschappelijke Gemeenschapscommissie: 89 | 17N + 72F                                 | Ordonnantie                               | verenigd college van Gemeenschappelijke Gemeenschapscommissie | 2N + 2F                                   | Brussels lid Vlaamse regering; Brussels lid Franse Gemeenschapsregering; Minister-President van Brussel | (met raadgevende stem)                    |
| Brusselse Agglomeratieraad     | Brussels Hoofdstedelijk Parlement: 89        | 17N + 72F                                 | Verordening                               | Brusselse Hoofdstedelijke Regering: 5                         | 1 Minister-President + 2N + 2F            | 3 gewestelijke staatssecretarissen                                                                      | 1N + 2F                                   |
| Federale regering              | Gouverneur en Vice-Gouverneur van Brussel    | Gouverneur en Vice-Gouverneur van Brussel | Gouverneur en Vice-Gouverneur van Brussel | Gouverneur en Vice-Gouverneur van Brussel                     | Gouverneur en Vice-Gouverneur van Brussel | Gouverneur en Vice-Gouverneur van Brussel                                                               | Gouverneur en Vice-Gouverneur van Brussel |

- (1) De Minister-President hoeft niet van een bepaalde taalgroep te zijn, maar hij is de facto van de Franse taalgroep.
- (2) Twee Nederlandstalige ministers van de Brusselse regering en de Nederlandstalige staatssecretaris van de Brusselse regering.
- (3) De Franse Gemeenschap heeft haar decreterende bevoegdheid overgeheveld naar de Franse Gemeenschapscommissie.

### Bevoegdheden
Binnen het Brussels Hoofdstedelijk Gewest zijn de Vlaamse en Franse Gemeenschap bevoegd voor onderwijs, de zogenaamde culturele aangelegenheden en de zogenaamde persoonsgebonden aangelegenheden. Die bevoegdheden zijn echter beperkt tot de instellingen die uitsluitend behoren tot de Vlaamse of Franse Gemeenschap wegens hun activiteiten (inzake onderwijs en culturele aangelegenheden), of wegens hun organisatie (inzake persoonsgebonden aangelegenheden).
Zo is de Vlaamse en Franse Gemeenschap in het tweetalige gebied Brussel-Hoofdstad bevoegd voor scholen die onderwijs aanbieden in, respectievelijk, het Nederlands en het Frans. De gemeenschappen zijn in het tweetalige gebied ook bevoegd voor theaters die zich uitsluiten richten tot een eentalig publiek.
Het beleid inzake maatschappelijk welzijn, tot uitvoering gebracht door de OCMW's, is een gemeenschapsmaterie. In het tweetalige gebied Brussel-Hoofdstad kunnen de OCMW's echter niet worden geacht uitsluitend tot de Vlaamse of Franse Gemeenschap te behoren. Sedert de Vierde Staatshervorming van 1988–1989 is die bevoegdheid, die wordt aangeduid met de term bicommunautaire persoonsgebonden aangelegenheden, de bevoegdheid van de Gemeenschappelijke Gemeenschapscommissie.

### Hoofdstedelijke financiering
Het Brussels Hoofdstedelijk Gewest draagt als stadsgewest zelf heel wat uitgaven die verbonden zijn aan het uitoefenen van centrumfuncties (bv. ziekenhuizen en scholen) en van de hoofdstedelijke functie (bv. infrastructuur). De meeropbrengsten uit haar internationale rol (bv. Brussel is na Singapore de grootste congresstad) zijn geen gewestelijke financieringsbron. Bovendien ontvangt het gewest geen belastingen op de inkomens van ongeveer 350.000 forenzen uit de andere gewesten. Wel krijgt het gewest extra investeringsmiddelen van de federale overheid in het kader van de Belirisakkoorden. De Belirismiddelen worden gezamenlijk beheerd door de federale overheid en de Brusselse overheid.
Een bijkomend probleem voor het gewest is de aanhoudende verarming van de bevolking waardoor de fiscale inkomsten uit de personenbelasting teruglopen. Waar in 1993 het gemiddeld belastbaar inkomen per inwoner nog bijna gelijk was aan het nationaal gemiddelde ligt dit in 2010 bijna 20% lager.
Op 13 juni 2025 verlaagde het ratingbureau Standard & Poor's de kredietscore van Brussel van A+ naar A met negatieve vooruitzichten. Hogere rentes en dus een stijging van de financieringskosten vallen niet uit te sluiten.
De financiering van de hoofdstedelijke overheden is onderwerp van discussie in de Belgische politiek. Franstalige politici en sommige Brussels-Vlaamse mandatarissen beweren dat Brussel te weinig middelen krijgt omwille van haar centrumfuncties. Anderen beweren dat Brussel meer middelen krijgt dan de bevolking verantwoordt, en dat er veel middelen verspild worden door het ontbreken van homogene bevoegdheden en van een kerntakendebat tussen de plaatselijke overheden en het gewest. Een aandeel van de gewestmiddelen gaat naar taken van de gemeenschappen, en dan in hoofdzaak de Franse gemeenschap.
Achter deze discussie gaat een strijd schuil om macht en invloed in de hoofdstad. In de gewestregering weten de Vlamingen zich met twee wettelijk gewaarborgde ministerfuncties (op vijf ministers) verzekerd van deelname aan de macht. Die deelname staat niet in verhouding tot de numerieke sterkte van Nederlandstalige partijen bij verkiezingen in het Brussels Gewest (ong. 15%). Er bestaat een vergelijkbare beschermingsmaatregel voor de Franstalige minderheid in de federale regering. Op gemeentelijk niveau ontbreekt een dergelijke bescherming van de Vlaamse minderheid, en staat deelname aan de macht dus rechtstreeks in functie van het verkiezingsresultaat, ook al is het zo dat sedert het afsluiten van de Lambermontakkoorden in 2001 het opnemen van een Nederlandstalige schepen of OCMW-voorzitter in het bestuur de gemeente extra federaal overheidsgeld oplevert. Uit deze situatie volgt dat elke overdracht van bevoegdheden van de gemeenten naar het Gewest de positie van de Vlamingen versterkt. Dit communautair standpunt verklaart deels ook de Vlaamse ijver voor de afschaffing van het gemeentelijke niveau, en het Franstalige verzet ertegen.
In een opiniestuk stellen Bart Haeck en Paul Becue (voorzitter van het Overlegcentrum van Vlaamse Verenigingen) zich de vraag of het Brussels Hoofdstedelijk Gewest nog in stand dient gehouden als het politiek en financieel niet levensvatbaar is.

## Verkeer en vervoer

### Verdeling per vervoermiddel
De inwoners van het Brussels Gewest verplaatsen zich anno 2024 in gelijke delen te voet, met de auto of met het openbaar vervoer, telkens voor zo'n 30% van de verplaatsingen. Rond het jaar 2000 was het gebruik van de auto nog goed voor meer dan de helft van de verplaatsingen. In 2024 daalde het gebruik van de auto (29%) voor het eerst in decennia onder dat van het openbaar vervoer.

### Wegen
Het Brussels Hoofdstedelijk Gewest wordt omsloten door de R0, beter bekend als de "Grote Ring rond Brussel". Deze ligt slechts voor ongeveer 5 kilometer binnen de grenzen van het eigenlijke gewest. De belangrijkste invalswegen die aansluiten op deze ringweg en soms nog verder doorlopen richting centrum zijn de E19, E40, E411 en de A12. De autosnelwegen binnen de gewestgrenzen worden samen met een aantal andere gewestwegen beheerd door Mobiel Brussel.
Daarnaast is er rond het centrum de kleine ring R20: serie van tunnels en doorgaande wegen die het centrum van Brussel bedienen en die de stadsomwalling uit de 14e en 15e eeuw volgt. Daarbij duiken namen op die herinneren aan de oude stadspoorten zoals de poort van Namen, Halle, Ninove, Anderlecht, Leuven, Schaarbeek, enzovoort.

### Luchtvaart
Brussel wordt bediend door Brussels Airport, gelegen in de nabijgelegen Vlaamse gemeente Zaventem, en door het kleinere Brussels South Charleroi Airport gelegen in de buurt van Charleroi in Wallonië, zo'n 50 km ten zuiden van Brussel.

### Openbaar vervoer
De Maatschappij voor het Intercommunaal Vervoer te Brussel (MIVB) verzorgt binnen het Gewest het vervoer per bus, tram en metro. Enkele van haar tram- en buslijnen lopen tot buiten de gewestgrenzen (Tervuren, Vilvoorde, Groot-Bijgaarden, Drogenbos), omgekeerd hebben ook de Vlaamse vervoersmaatschappij De Lijn en zijn Waalse tegenhanger TEC een aantal buslijnen die in het Brussels Hoofdstedelijk Gewest eindigen. Voor het lokaal vervoer binnen het hoofdstedelijk gewest is er tariefintegratie tussen de MIVB, De Lijn, TEC en de spoormaatschappij NMBS.

#### Metro
De Brusselse metro dateert uit 1976, maar ondergrondse trajecten bekend als premetro, die worden bereden door trams, zijn er al sinds 1968.
De Brusselse metro is een metrosysteem dat voornamelijk het westen (Anderlecht, Molenbeek, Jette, Laken) en het oosten (Woluwe, Etterbeek, Oudergem) van het gewest met het centrum verbindt, het noorden (Schaarbeek, Evere) wordt voorlopig niet en het zuiden (Sint-Gillis, Ukkel, Vorst) slechts zeer beperkt bediend met enkele premetro-haltes. Het bestaat uit een netwerk met vier lijndiensten met een aantal gemeenschappelijke trajectdelen. De metro heeft een netwerklengte van 49,9 km en telt 59 stations. Het premetro-netwerk in Brussel bestaat uit twee ondergrondse delen die door trams worden gebruikt die ook bovengronds rijden. Het traject is dusdanig ontworpen dat het eventueel kan worden omgevormd tot een conventionele metrolijn. Stations in het premetro-netwerk maken gebruik van hetzelfde design als de metrostations. Verder bestaan er nog een paar ondergrondse tramlijnendelen, wat het totaal netwerk op 51,9 km brengt met 69 metro-en premetrostations.
Het grootste deel van de gemeenschappelijke as van de eerste twee metrolijnen (tussen de stations De Brouckère en Schuman) werd ingehuldigd op 17 december 1969 als premetro (dus met trams) en werd in 1976 omgevormd tot het eerste deel van de werkelijke metro (die vervolgens werd beschouwd als een lijn met twee takken) tussen De Brouckère en Tomberg en De Brouckère en Beaulieu. De Brusselse metro wordt beheerd door de MIVB (Nederlands : Maatschappij voor Intercommunaal Vervoer te Brussel, Frans STIB : Société de Transport Intercommunal de Bruxelles ). In 2011 vervoerde de Brusselse metro 48% van het totaal aantal reizigers van de MIVB goed voor ongeveer 150 miljoen ritten, daarmee is ze het belangrijkste openbaar vervoermiddel in Brussel. Het netwerk staat ook in verbinding met 6 treinstations van de NMBS, maar ook met vele Brusselse tram- en bushaltes die uitgebaat worden door de MIVB zelf en het Vlaamse De Lijn en Waalse TEC.

#### Tram
Trams zijn in Brussel in gebruik sedert 1869, sinds 1954 wordt het stedelijk net uitgebaat door de MIVB, behalve op het stedelijk netwerk reden er tot 1978 ook trams van de NMVB en dit op eigen rails gezien de verschillende spoorbreedte. Het stedelijk tramnetwerk is in de loop der tijd wel verminderd in lengte. Van een stijging in de eerste helft van de 20e eeuw tot 246 km in 1955 tot een daling in de tweede helft van de 20e eeuw, als gevolg van de popularisering van vervoer per bus en per auto, naar slechts 134 km in 1988. In de late jaren 2000 stopte de vermindering van het tramnet dat in 2007 nog slechts 131 km lang was. Sindsdien is het tramnet weer gegroeid tot 133 km in 2008. Verdere uitbreidingen van het MIVB netwerk zijn gepland of in aanleg en ook De Lijn (opvolger van de NMVB) plant nieuwe tramverbindingen vanuit Vlaams-Brabant naar het Brussels Gewest. Een beslissing omtrent de aanleg van deze laatste is er anno 2021 echter nog niet.

#### Trein
De Brusselse Noord-Zuidverbinding is de drukste verbinding voor het treinverkeer in België en het Gewest. Vandaar rijden reizigerstreinen naar alle uithoeken van het land.
De drie belangrijkste Brusselse (en Belgische) stations bevinden zich op deze Noord-Zuidverbinding:
- Station Brussel-Zuid
- Station Brussel-Centraal
- Station Brussel-Noord

Alle intercitytreinen die Brussel aandoen, stoppen in deze drie hoofdstations. De treinen richting Namen en Luxemburg stoppen bovendien op station Brussel-Luxemburg en station Brussel-Schuman, nabij de Europese instellingen.
De regionale treinen in en rond Brussel en naar de omliggende gemeenten en steden worden gebundeld in het S-net, een voorstadsnet van S-treinen, in de projectfase gekend als het Gewestelijk Expresnet. Op Brussels grondgebied bevinden zich 35 stations.
Alle stations van het gewest zijn volgens de reizigerstellingen van de NMBS goed voor 224.000 opstappende reizigers per werkdag (cijfers 2024) goed voor een aandeel van 24,5% van het totale reizigersverkeer in België. De drie grote stations zijn hiervan, met elk ongeveer 60.000 reizigers, goed voor 80%.

##### Hogesnelheidstrein
Station Brussel-Zuid is het belangrijkste internationale station van België en wordt bediend door rechtstreekse hogesnelheidsverbindingen naar steden in de buurlanden: onder andere Londen, Amsterdam, Parijs, Keulen - Frankfurt, Nantes, Rennes, Straatsburg, Lyon, Marseille en Montpellier - Perpignan.

### Fiets

#### Deelfiets
Sinds 2009 is in het Gewest een openbaar fietsverhuur systeem beschikbaar onder de merknaam Villo! uitgebaat door de firma JCDecaux. Waren oorspronkelijk in slechts enkele gemeenten verhuurstations beschikbaar, dan is dit anno 2012 reeds het geval in 16 van de 19 gemeenten. Voor de uitbater is het belangrijkste logistieke probleem een gevolg van het Brusselse reliëf. Vele huurders maken de trip van de bovenstad naar de benedenstad maar niet omgekeerd zodat er tekorten ontstaan in de hoger gelegen stations en een surplus in de lager gelegen stations. Voorlopig vangt men dit op door overtollige fietsen uit de benedenstad per bestelwagen naar de bovenstad te transporteren. In 2019 zijn naast de bestaande fietsen ook elektrische fietsen geïntroduceerd. Naast Villo verhuren andere merken ook deelfietsen, waaronder JUMP is (filiaal van Uber).

### Andere deelmobiliteit
Vanaf 2018 zijn er ook verschillende aanbieders van elektrische deelsteps (o.a. Lime) en scooters (Felyx) aanwezig.

### Mobiliteitsplannen
Sedert 1998 werden in het Gewest mobiliteitsplannen opgesteld, met het oog op een duurzame mobiliteit: Iris I in 1998, Iris II in 2010, en nadien het Good Move-plan, officieel Gewestelijke mobiliteitsplan 2020-2030, met als doelstellingen:
- de levenskwaliteit in de wijken verbeteren door ze verkeersluw te maken, met kwaliteitsvolle openbare ruimten;
- zorgen voor een optimale bereikbaarheid van de belangrijkste stedelijke functies;
- streven naar een lokale, dichte, gemengde en multipolaire buurtstad, met goede toegankelijkheid van het openbaarvervoernet.[27]

Het mobiliteitsplan kreeg publieke steun en is alvast in Brussel-stad reeds in 2023 een succes gebleken. Maar in sommige gemeenten van het Gewest was ook felle, politieke en soms gewelddadige tegenstand.

### Waterwegen
Brussel heeft een eigen haven aan het Zeekanaal Brussel-Schelde gelegen in het noordwesten van de stad. Het Kanaal Charleroi-Brussel verbindt Brussel met de industriegebieden van Wallonië.

## Sport
Het Koning Boudewijnstadion, het vroegere Heizelstadion, is een van de belangrijkste sportstadions van het land. Hier speelt onder meer de nationale voetbalploeg en wordt jaarlijks de Memorial Van Damme gehouden, een belangrijke internationale atletiekmeeting. In de straten van Brussel worden jaarlijks de marathon van Brussel en 20 km van Brussel gelopen.
In het wielrennen is de stad de aankomst van de klassieker Parijs-Brussel. In de laatste decennia van de 20ste eeuw werd in Brussel ook de Grote Prijs Eddy Merckx gereden. Van voor de Eerste Wereldoorlog tot begin jaren 70 werd hier ook regelmatig de Zesdaagse van Brussel georganiseerd.
Brussel was kandidaat voor de organisatie van de Olympische Zomerspelen van 1960 en 1964, maar andere steden kregen de voorkeur.

### Voetbal

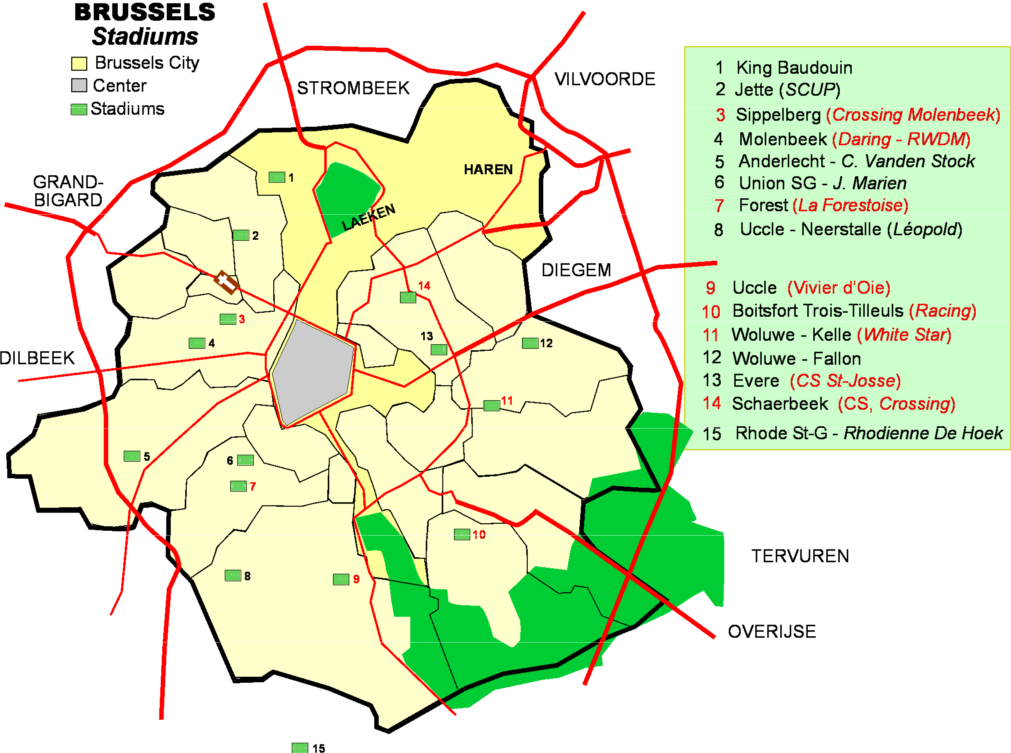
Huidige en voormalige voetbalstadions in Brussel

Brussel was een van de belangrijkste voetbalsteden in de beginjaren van het Belgische voetbal. Nadat de eerste landstitel in 1896 nog naar Luik was gegaan, werd in 1897 Racing Club Brussel de tweede Belgische landskampioen. De club zou tijdens die beginjaren in totaal zes landstitels veroveren. De Brusselse clubs waren in de eerste jaren ruim vertegenwoordigd in de hoogste klasse. Na Racing Club behaalde Union Saint-Gilloise uit Sint-Gillis meerdere landstitels, en daarna ook Daring Club Brussel. Andere Brusselse clubs die voor de Tweede Wereldoorlog in de nationale reeksen speelden, waren Léopold Club, Uccle Sport uit Ukkel, CS La Forestoise uit Vorst en CS Saint-Josse uit Sint-Joost. Deze clubs zouden later alle vier wegzakken en aan het einde van de eeuw samensmelten in Royal Léopold Uccle FC.
Na de Eerste Wereldoorlog maakte de Anderlechtse club SC Anderlecht langzaam opmars. In de jaren 30 behaalden Racing Club, Daring Club en Union hun laatste titels. Union werd in totaal elf keer landskampioen. De oude clubs waren niet langer nationale toppers, hun rol werd overgenomen door SC Anderlecht, dat in 1947 zijn eerste landstitel behaalde. De club groeide de volgende jaren uit tot de absolute topclub in Brussel en België. De oude clubs Racing Club en Daring Club versmolten met White Star AC tot RWDM, dat in 1975 nog eenmaal de titel wist te pakken, maar in 2002 verdween.
Andere Brusselse clubs die in de loop der jaren in de nationale reeksen speelden waren Ixelles SC, Crossing Club de Schaerbeek (ontstaan uit een fusie van RCS de Schaerbeek en Crossing Club Molenbeek), Scup Jette, RUS de Laeken, Racing Jet de Bruxelles, AS Auderghem, KV Wosjot Woluwe en FC Ganshoren.
In de Eerste klasse A van het Belgische voetbal zijn in seizoen 2022-2023 RSC Anderlecht en Royale Union Saint-Gilloise uit Sint-Gillis de enige Brusselse clubs. RSCA speelt zijn thuiswedstrijden in het Lotto Park (ongeveer 21.500 plaatsen) en Royale Union Saint-Gilloise in het Joseph Marienstadion (ongeveer 9400 plaatsen), gelegen in het Dudenpark in de aangrenzende gemeente Vorst. 
Brussel was met het Koning Boudewijnstadion speelstad bij het EK voetbal van 1972 en 2000. In 1972 werd zelfs de finale in Brussel gespeeld. Het Koning Boudewijnstadion, vroeger Heizelstadion geheten, werd meermaals gebruikt voor het spelen van finales van Europese clubtoernooien. In 1985 vond voorafgaand aan de Europacup 1 finale het zogeheten Heizeldrama plaats, waarbij 39 bezoekers om het leven kwamen.

### Duiken
In Ukkel is Nemo 33 gevestigd. Een zwembad met een diepte van 34,5 meter waar men kan duiken en vrijduiken. Dit was het diepste zwembad van België. Van bij de opening in 2004 tot 2014 was dit ook het diepste zwembad ter wereld.